# Troisième dynastie d'Ur
Vous lisez un « bon article » labellisé en 2012.
Sauf précision contraire, les dates de cet article sont sous-entendues « avant l'ère commune » (AEC), c'est-à-dire « avant Jésus-Christ ».

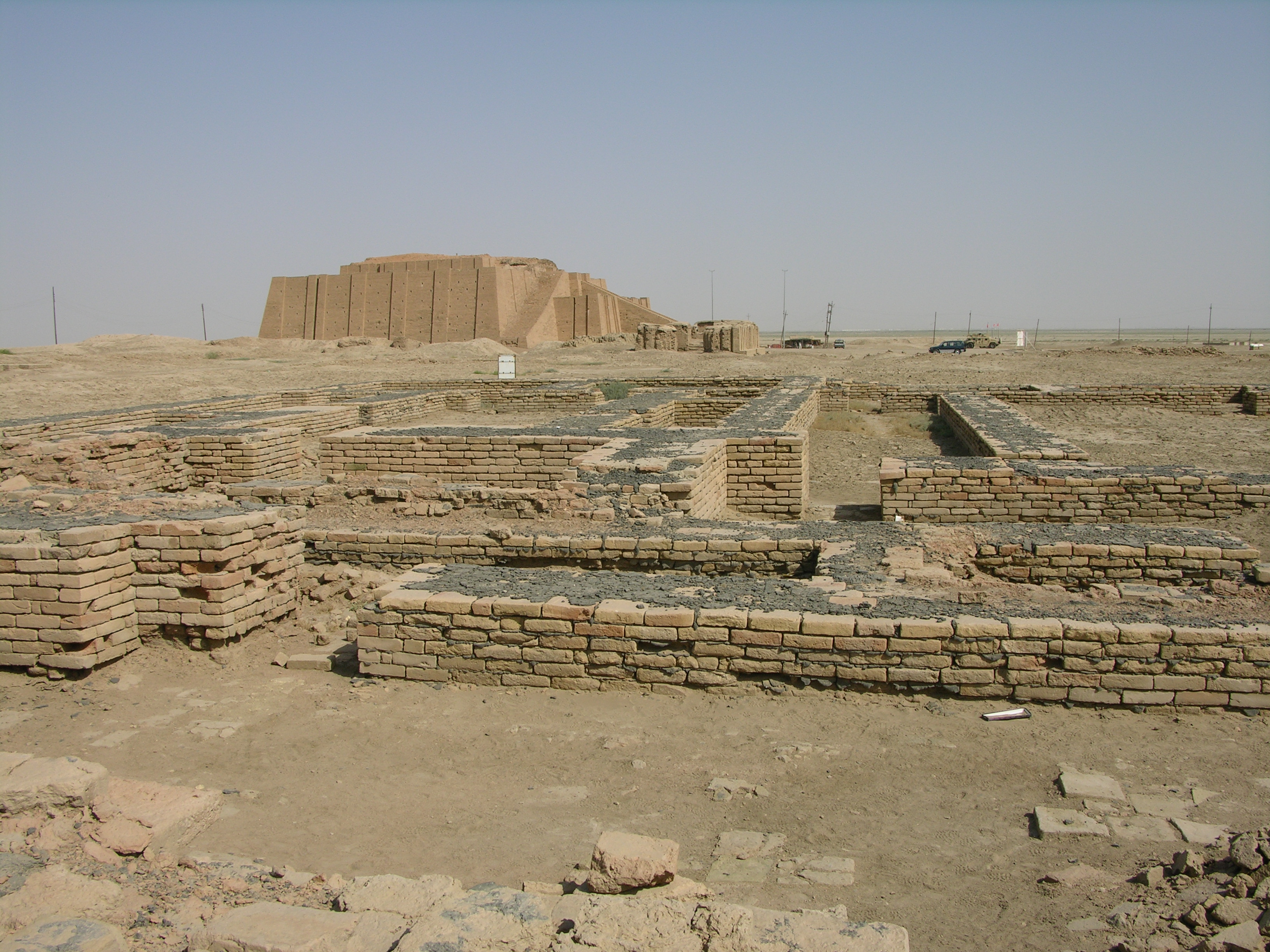
Ruines de la cité d'Ur, avec la ziggurat en arrière-plan.

La troisième dynastie d’Ur (sous forme abrégée : Ur III) est, comme son nom l'indique, la troisième dynastie de la ville sumérienne d’Ur, selon la Liste royale sumérienne. Mais, il s'agit surtout d’un empire fondé par les souverains de cette dynastie, qui domina la Mésopotamie d’environ 2112 à 2004 av. J.-C.
Elle est fondée par Ur-Namma (v. 2112-2095 av. J.-C.), qui parvient à réunifier la Mésopotamie méridionale quelques décennies après la chute de l'empire d'Akkad. Puis son royaume s'étend en direction du Nord et de l'Est (dans les pays élamites). Son fils et successeur Shulgi (v. 2094-2047 av. J.-C.) tient alors fermement le cœur de l'empire, une région agricole et urbaine très prospère, où est mise en place une administration économique très poussée, reposant sur les domaines des temples contrôlés par le pouvoir royal. Les successeurs de Shulgi parviennent à maintenir l'empire pendant un quart de siècle, puis il se désagrège progressivement sous l'action conjuguée d'incursions de populations Amorrites venues du Nord et de forces internes qui restituent leur autonomie à plusieurs villes et régions importantes. Le royaume d'Ur est détruit vers 2004 av. J.-C. par des troupes venues d'Élam.
Dans l'histoire mésopotamienne, cette expérience impériale se situe dans la continuité de celle des rois d'Akkad qui l'a précédée de deux siècles environ. La troisième dynastie d'Ur est toutefois d'origine sumérienne et non akkadienne contrairement à celle du premier empire. Ses rois, administrateurs et lettrés, ayant essentiellement fait usage du sumérien, cette période est parfois appelée « période néo-sumérienne », à laquelle on inclut également la dynastie de Gudea de Lagash qui s'achève avec le début de la domination d'Ur III, et qui constituerait une « renaissance sumérienne » après la domination des Akkadiens, même si cette vision est très discutable.

L'extension approximative de l'empire de la troisième dynastie d'Ur sous le règne de Shulgi, et son organisation centre/périphérie.

Quoi qu'il en soit, la période d'Ur III est remarquable par la quantité de documentation écrite qui nous est parvenue, en grande majorité de nature administrative, et qui nous donne une connaissance importante du fonctionnement du royaume, de certains aspects de sa société et de son économie. Cette abondance documentaire et l'analyse des pratiques des administrateurs de l'époque ont pu donner l'impression d'un État « bureaucratique ». Il est au moins sûr que cet empire a vu l'administration des institutions officielles (temples et palais) prendre une importance sans précédent et rarement égalée par la suite dans l'histoire mésopotamienne, et a donné lieu à des expériences administratives originales.

## Sources

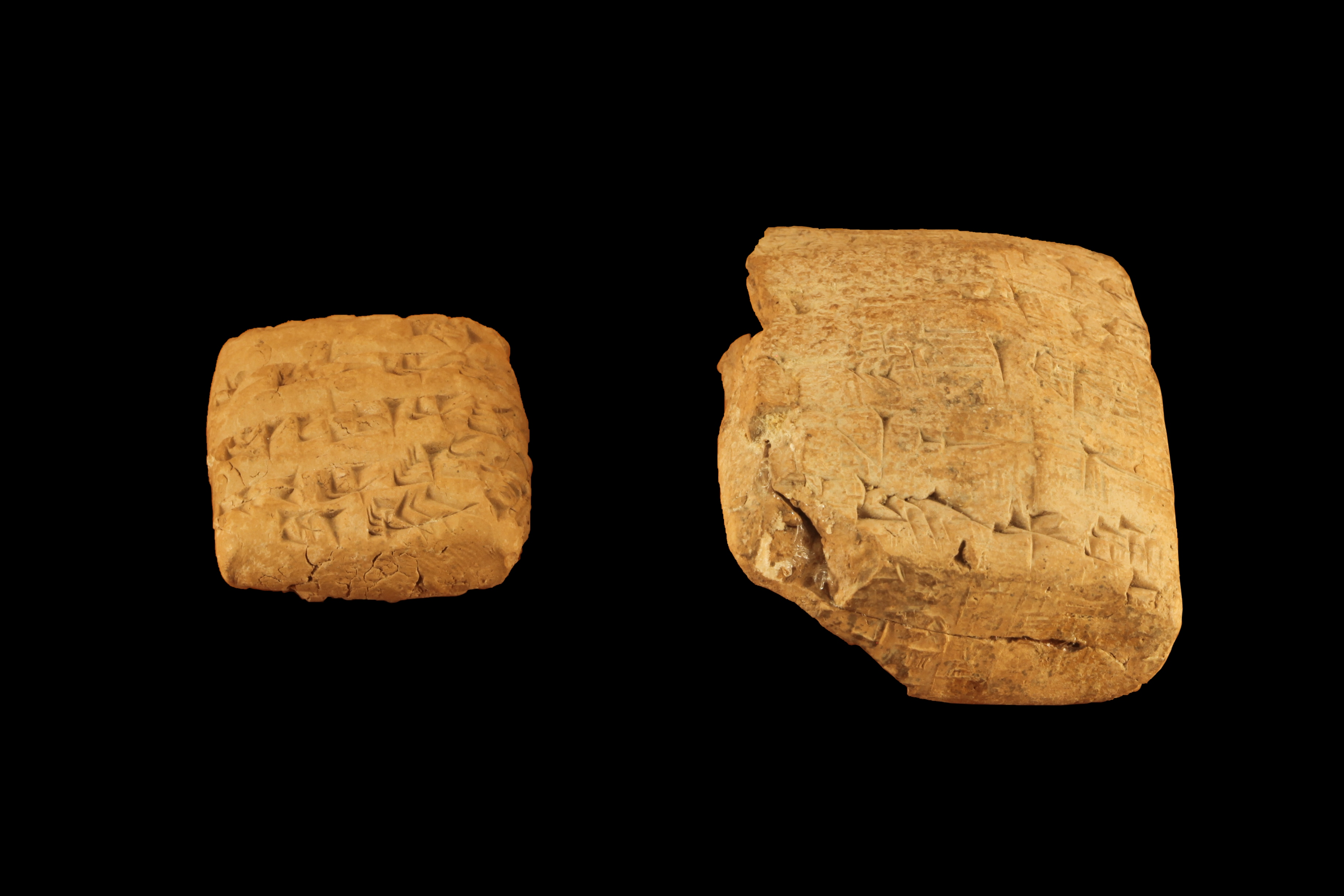
Tablette et son enveloppe scellée : contrat d'embauche de personnel. Girsu (Tello), v. 2037, musée des beaux-arts de Lyon.

Le principal type de sources documentant la troisième dynastie d'Ur sont des tablettes de nature administrative, qui se comptent par dizaines de milliers : une estimation du nombre de tablettes de cette période exhumées s'élève à environ 120 000, plus un nombre indéterminé au Musée national d'Irak, et, selon un état dressé en 2016, « seulement » 64 500 d'entre elles auraient fait l'objet d'une publication scientifique avec copie/photographie et translittération et/ou traduction,. Elles proviennent avant tout d'une poignée de sites. Le plus ancien lot connu a été exhumé en 1894 sur le site de Tello, l'antique Girsu, quand les fouilleurs du site tombent sur un « gisement » d'une trentaine de milliers de tablettes, manifestement une archive de gouverneur, mais ils n'ont pas clairement identifié le lieu de provenance, et une partie des tablettes est prise par des fouilleurs clandestins. Dans ces mêmes années les fouilles régulières et clandestines de Nippur dégagent d'autres tablettes de la période, en moindre quantité (tout de même environ 3 600). Puis en 1909 et 1911 des fouilleurs clandestins repèrent d'autres gisements de tablettes de la période, d'abord sur le site de Tell Jokha, l'antique Umma, d'où sortent environ 30 000 tablettes issues de l'archive du gouverneur local, puis de Drehem, l'antique Puzrish-Dagan (environ 15 000 tablettes). Puis les fouilles régulières d'Ur mettent au jour plus de 4 000 tablettes de la période. Dans les années 1990-2000, deux autres archives importantes sont découvertes par des fouilleurs clandestins sur des sites dont la localisation est incertaine, mais dont le nom antique est connu : Garshana près d'Umma (plus de 1 500 tablettes) ; Irisagrig près de Nippur (environ un millier de textes).
Il s'agit pour l'immense majorité de documents administratifs provenant des archives de gouverneurs ou de temples, et datés des règnes de Shulgi, Amar-Sîn et Shu-Sîn. Elles se présentent généralement sous la forme de petites tablettes enregistrant des mouvements de biens, par exemple les « billets » ou les reçus en forme de coussinets carrés, mais aussi de documents de gestion plus élaborés et plus grands, souvent de forme rectangulaire, comme des inventaires, bilans récapitulatifs, documents de gestion du personnel ou de gestion prévisionnelle. Des documents d'archives de type juridique de la période ont également été mis au jour, dont environ 250 comptes rendus de procès.
Le contexte archéologique de découverte de ces tablettes est souvent inconnu, une bonne partie d'entre elles provenant de fouilles anciennes ne pratiquant pas l'enregistrement précis des découvertes (Tello, Nippur), et la plus grande partie étant issue de fouilles clandestines. Comme elles ont été vendues séparément, les tablettes d'un même site ont été éparpillées entre plusieurs collections, même si elles proviennent d'un même lieu, ce qui a complexifié leur publication et leur analyse, puisqu'il faut reconstituer une archive à partir de plusieurs collections. À cela s'ajoutent de nos jours les problèmes éthiques et légaux soulevés par l'acquisition et la publication de tablettes issues du trafic d'antiquités.

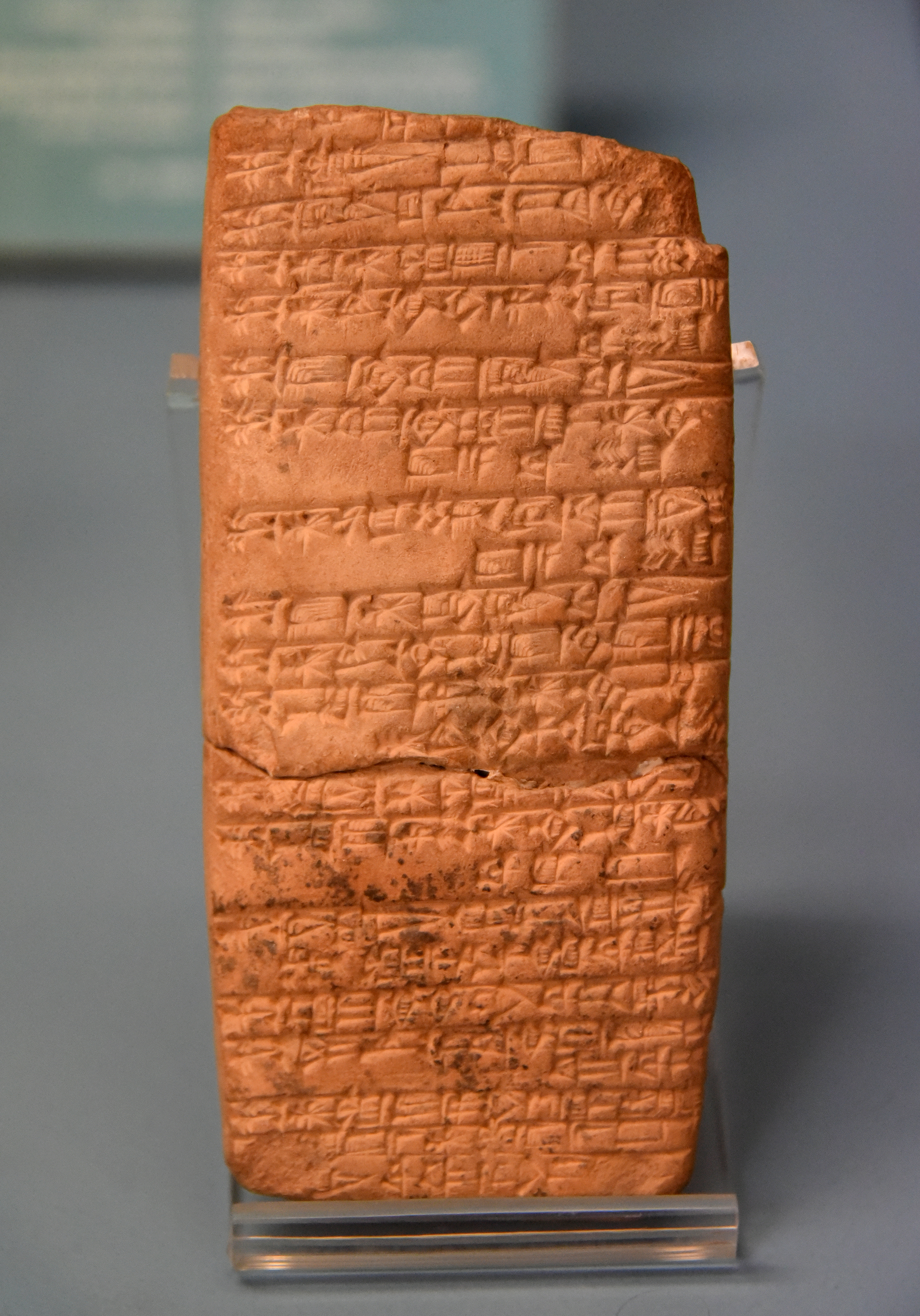
Tablette donnant des noms d'année de Shulgi. Copie d'époque paléo-babylonienne (v. 1900-1600 av. J.-C.) provenant de Nippur. Musée de l'Institut oriental de Chicago.

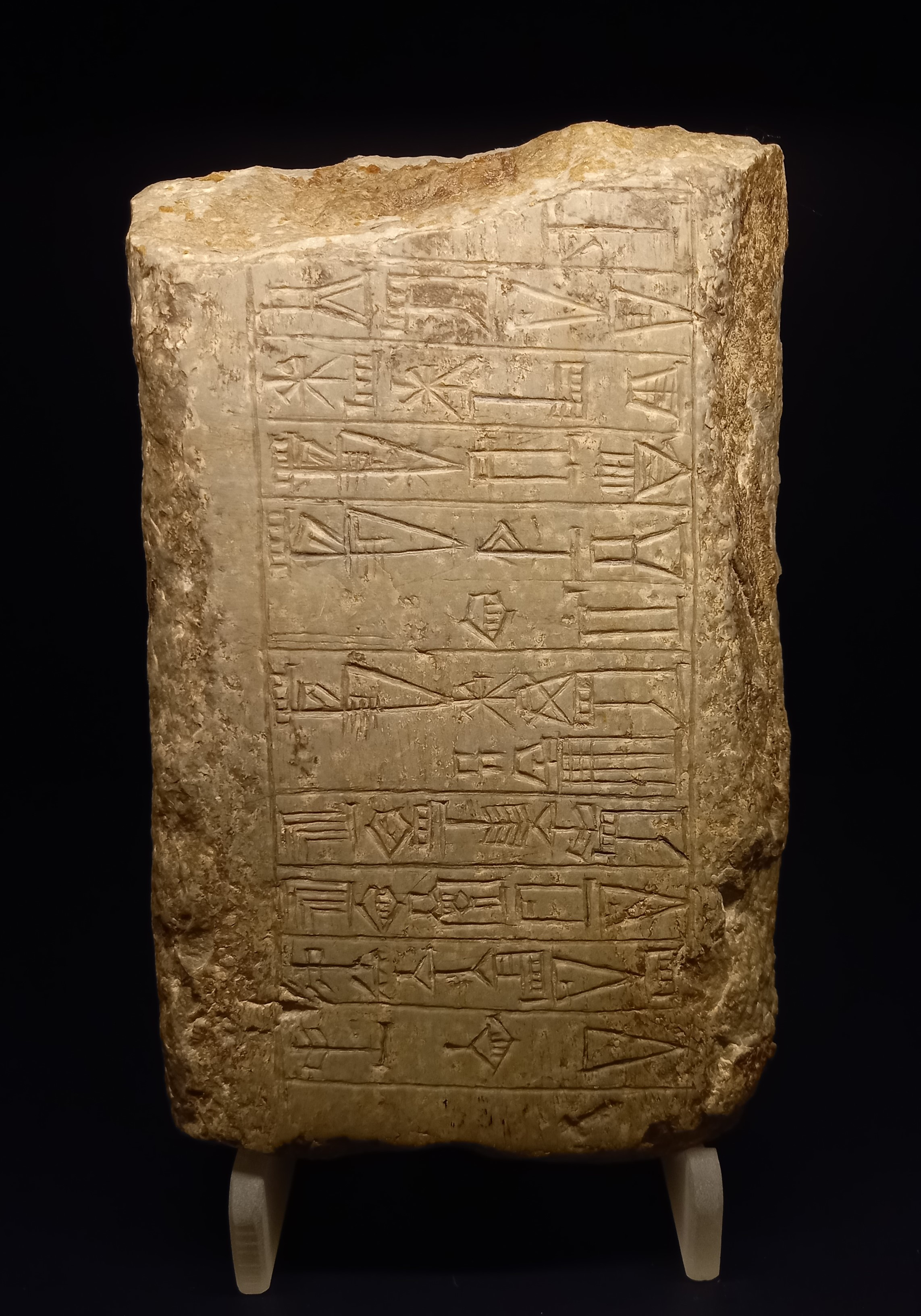
Inscription de Shu-Sîn commémorant la construction du sanctuaire de Shara à Umma. Musée national d'histoire et d'art de Luxembourg.

L'histoire politique de la troisième dynastie d'Ur est reconstituée en premier lieu grâce aux noms d'années des rois qui sont connus de façon complète à partir du règne de Shulgi. Ils figurent isolément sur les documents administratifs, et sur des listes récapitulatives datées de périodes postérieures. Ils fournissent la durée des règnes, mais aussi leurs événements les plus remarquables (souvent militaires ou cultuels). Par exemple, la sixième année de règne de Shu-Sîn s'intitule « Shu-Sîn, roi d'Ur, a érigé une magnifique stèle pour Enlil et Ninlil » et la septième « Shu-Sîn, roi d'Ur, roi des quatre rives, a détruit le pays de Zabshali ». C'est l'événement considéré comme majeur parmi ceux ayant eu lieu l'année précédente qui est retenu : donc la prise de Zabshali a eu lieu la sixième année du règne de Shu-Sîn. Ces informations peuvent être complétées par plusieurs inscriptions royales, qui sont pour la plupart de courtes inscriptions commémorant la fondation ou la reconstruction de temples, les plus développées sur des événements historiques datant du règne d'Ur-Namma. Des hymnes dédiés à des rois d'Ur fournissent des informations complémentaires sur la vie politique et religieuse de la période, et surtout sur l'idéologie royale. Il s'agit d'une sorte de « littérature de cour » patronnée par les rois d'Ur, connue par des copies datées des premiers siècles du IIe millénaire av. J.-C.
Il faut également mentionner des textes à caractère historiographique rédigés après la chute du royaume, comme des lettres se présentant comme la correspondance de rois d'Ur et de leurs administrateurs, dont on débat pour savoir dans quelle mesure elles rapportent des informations fiables.
Les sources non écrites sont généralement moins mobilisées. Les vestiges matériels de la période connus sont limités, même si plusieurs monuments importants dégagés trouvent leur origine durant la période d'Ur III, en particulier les imposantes ziggurats d'Ur, Nippur, Uruk et Eridu, même si les niveaux dégagés sont plus tardifs. Le répertoire d'images est également moins étudié, la période ayant livré peu de statues et bas-reliefs en comparaison aux époques de l'empire d'Akkad et de la seconde dynastie de Lagash qui la précèdent. La glyptique apporte néanmoins des informations appréciables.

## Histoire
Au milieu du XXIIe siècle, l'empire d'Akkad est détruit dans des circonstances mal connues : les Gutis semblent être des acteurs importants de ces événements, mais on remarque également que la Basse-Mésopotamie éclate en plusieurs royaumes qui se constituent autour de certaines cités (Uruk et Lagash notamment). Vers 2120 ou 2055, le roi Utu-hegal d'Uruk défait Tiriqan le roi des Gutis. Il peut alors exercer sa souveraineté sur le Sud mésopotamien. Mais son règne est de courte durée. Après environ huit ans de règne, il est détrôné par des notables de la cour à la tête desquels se trouve Ur-Namma, le gouverneur d'Ur qui est sans doute son propre frère. La tradition mésopotamienne l'a reconnu comme le fondateur de la troisième dynastie d'Ur.
La chronologie relative générale de la dynastie peut être établie, mais il reste beaucoup de lacunes. La chronologie absolue est bien plus incertaine : il n'y a pas d'accord pour la datation absolue des règnes, les spécialistes hésitant entre une « chronologie moyenne » et une « chronologie basse », en sachant que les deux restent très approximatives pour une période aussi reculée dans le temps.

### Ur-Namma: le fondateur
Dès son intronisation, Ur-Namma (ou Ur-Nammu ; c. 2112-2095 av. J.-C. selon la chronologie moyenne, 2047-2030 selon la chronologie basse) affirme sa domination sur le territoire dirigé auparavant par Utu-hegal, centré sur Uruk et Ur, puis étend ses possessions sur toute la Basse Mésopotamie. Il prend alors le titre de « roi de Sumer et d'Akkad » symbolisant l'unification des cités-États de la Basse-Mésopotamie comme l'ont fait les rois d'Akkad avant lui. Sa domination en direction du nord-est vers la Diyala passe sans doute par une victoire sur les troupes élamites. Ur-Namma a procédé par la suite à une réorganisation des territoires dominés : restaurations des grandes villes et de leurs sanctuaires, des canaux d'irrigation, sans doute aussi une réorganisation administrative, tandis que son « Code » symbolise sa volonté de se montrer comme un roi juste. Il est mort au cours d'un combat si on se fie à une tradition postérieure, après environ 18 ans de règne.

### Shulgi: l'empire d'Ur
C'est alors son fils Shulgi (c. 2094-2047 ou 2029-1982) qui lui succède, dans des conditions difficiles si son père est effectivement mort dans une expédition militaire. De la première vingtaine d'années de son règne ne sont connues que des activités cultuelles, notamment à Ur et Nippur. Les 18 années qui suivent placent ce roi parmi les plus brillants de l'histoire mésopotamienne. Il étend son royaume à la suite de plusieurs conquêtes en direction du nord et surtout vers le nord-est : ses campagnes militaires ont abouti à des victoires dans la région du Haut-Tigre et du Zagros occidental (Arbelès, Simurrum, Lullubum, Kimash, etc.), et l'Élam (Anshan). Des alliances matrimoniales sont arrangées avec des royaumes du plateau Iranien dont le puissant Marhashi, pour trouver des solutions pacifiques aux conflits. Les régions conquises sont constituées en provinces-tampons face aux royaumes restés indépendants. Une muraille est construite dans le Nord du pays d'Akkad pour faire face aux incursions des populations du Nord-Ouest, les Martu/Amorrites. Shulgi procède aussi à de nombreuses réformes qui réorganisent profondément les provinces centrales. Une partie de celles-ci a pu être initiée par son père, car il est parfois difficile de démêler l'œuvre de l'un de celle de l'autre. Cela concerne notamment le système de taxation (mise en place du bala), l'organisation des domaines des temples, la formation des scribes et l'écriture, le calendrier royal, la construction d'un important centre administratif à Puzrish-Dagan. Il en a résulté une bureaucratisation de l'administration, expliquant l'inflation documentaire qui a alors lieu. Le règne de Shulgi a également vu le roi être divinisé et la rédaction de toute une littérature le glorifiant. Plusieurs de ses fils et filles ont été placés à la tête de grands sanctuaires. Shulgi est mort après 48 ans d'un règne bien accompli. Les causes de son décès sont aussi peu claires que celles de son père, et il est possible que ses dernières années aient été tourmentées.

### Amar-Sîn, Shu-Sîn et Ibbi-Sîn: la lente désagrégation du royaume

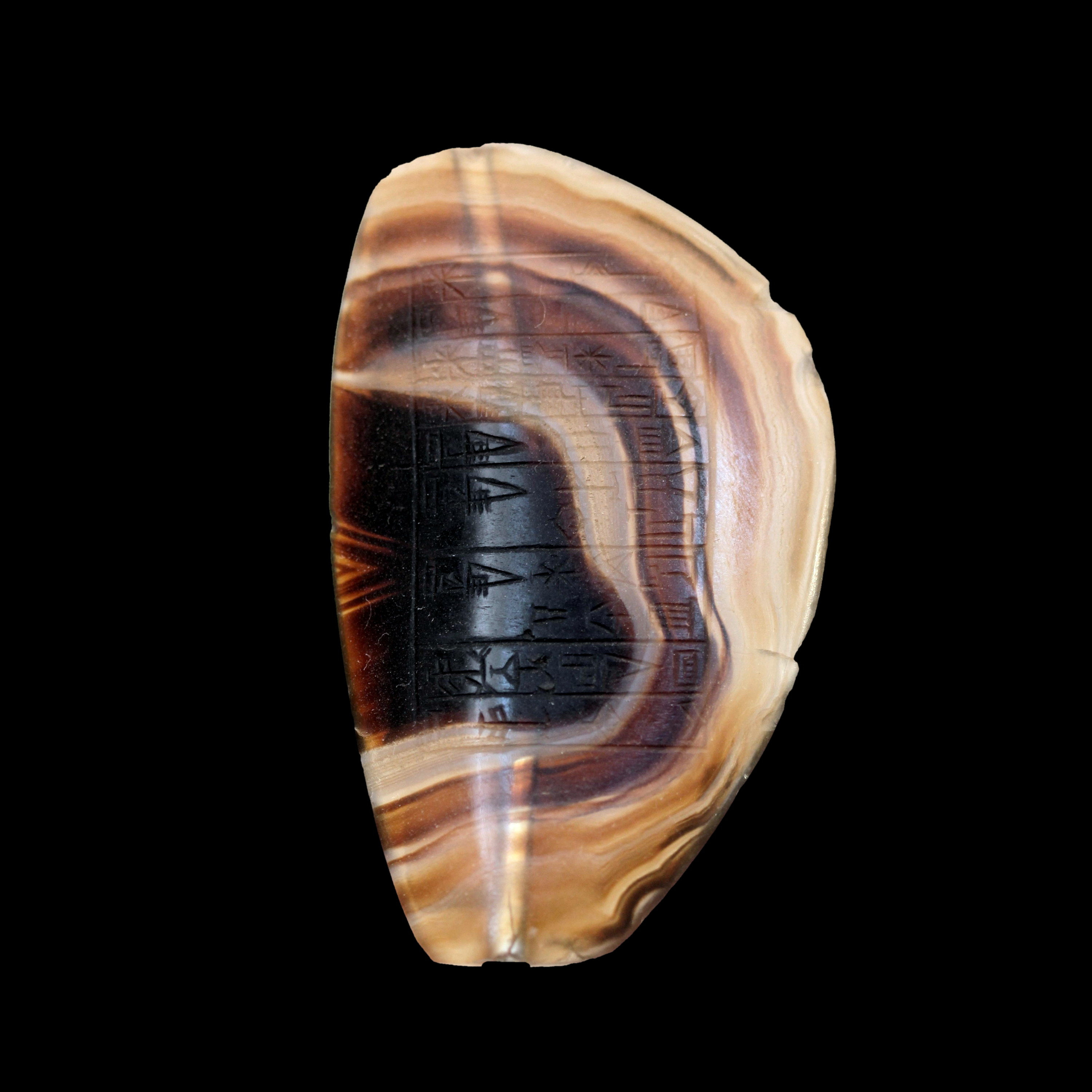
Perle en agate vouée au dieu-lune Nanna par le roi Ibbi-Sîn. Musée du Louvre.

Amar-Sîn (c. 2046-2038 ou 1981-1973) succède à son père Shulgi, peut-être dans des circonstances houleuses, et règne neuf années. Ses troupes combattent à plusieurs reprises dans les périphéries du Nord et de l'Est (Arbèles, Kimash, Huhnur, etc.) où la domination du royaume d'Ur doit être régulièrement affirmée, tandis que les relations diplomatiques avec les rois du plateau Iranien se poursuivent. Le système administratif mis en place par son prédécesseur fonctionne toujours bien, comme le prouve la très abondante documentation datée de son règne. Mais à partir de sa septième année de règnes il remplace plusieurs gouverneurs importants issus de familles éminentes, ce qui pourrait indiquer un contexte de tensions politiques.
Shu-Sîn (c. 2037-2029 ou 1974-1962), frère du précédent, règne lui aussi neuf années. Il réinstalle aux postes de gouverneurs des membres des familles évincées par son prédécesseur, ce qui est une autre indication des tensions traversant le sommet de l’État. Il doit à son tour affirmer son autorité dans les périphéries du nord et de l'est. Le tribut perçu depuis celles-ci semble arriver moins régulièrement, signe d'un affaiblissement de l'emprise du roi d'Ur. Le danger le plus menaçant vient du nord-ouest, du fait des incursions des groupes amorrites. Pour y faire face, Shu-Sîn renforce le système défensif mis en place par Shulgi en construisant un nouveau mur.
Ibbi-Sîn (c. 2028-2004 ou 1963-1940), sans doute le fils du précédent, règne vingt-quatre années durant lesquelles la désagrégation du royaume est inexorable. Les archives des grands centres administratifs des régions centrales se sont taries dès le début de son règne (après la troisième année). Plusieurs campagnes sont menées contre les entités politiques situées aux marges orientales du royaume (Anshan, Huhnur, Suse) qui ont pris leur autonomie, mais elles sont peu nombreuses et cessent après sa quatorzième année de règne. Par la suite, les provinces proches du centre se rendent à leur tour indépendantes : c'est bien connu pour Eshnunna et surtout Isin sous la direction d'Ishbi-Erra, gouverneur renégat. Les incursions des tribus amorrites sont de plus en plus violentes, tandis qu'une situation de disette éclate.

### La chute d'Ur

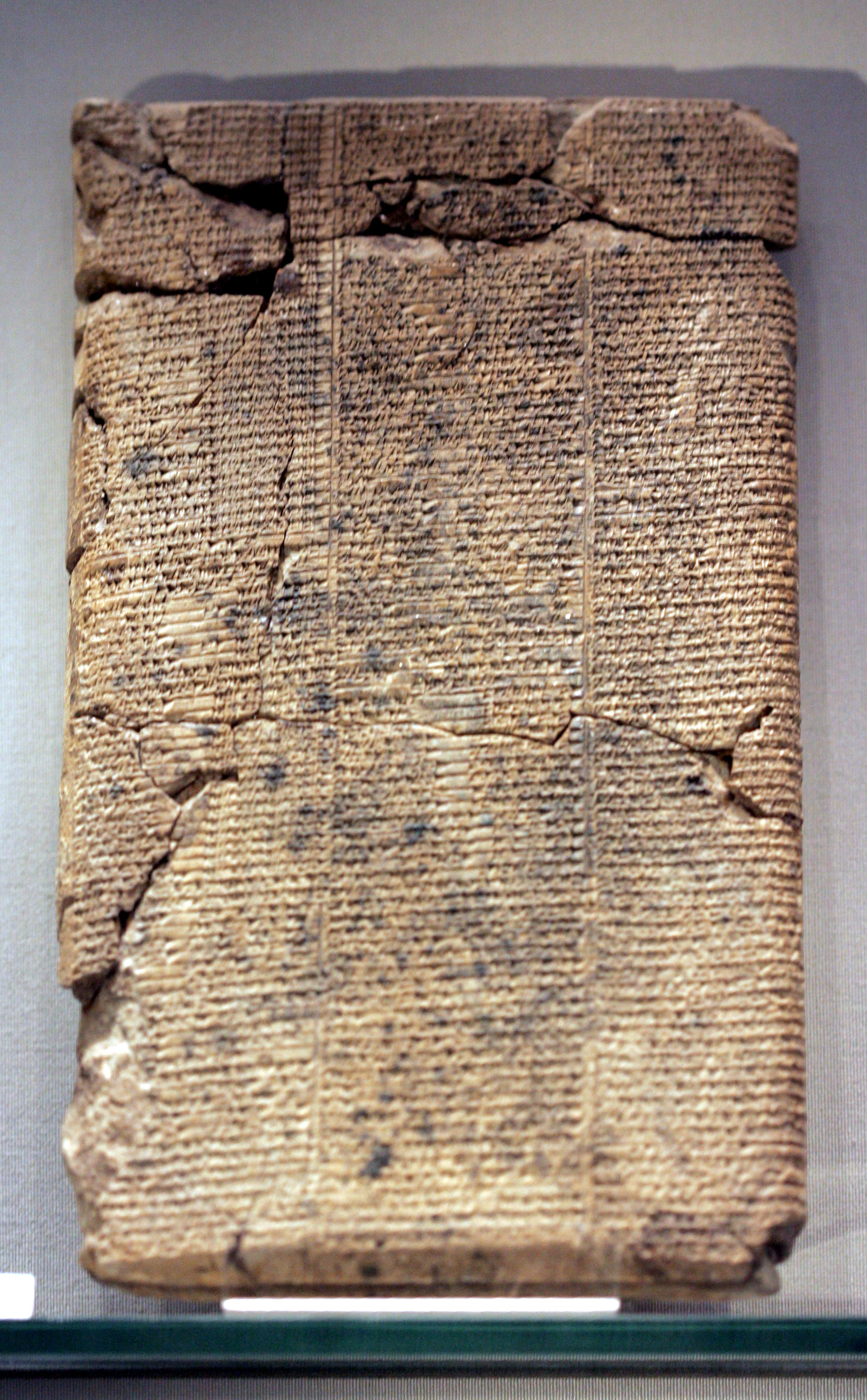
Tablette portant le texte de la Lamentation sur la destruction d'Ur, musée du Louvre.

La chute de la troisième dynastie d'Ur a lieu une quarantaine d'années après la mort de son plus grand roi, sous le règne de son petit-fils. Plusieurs causes ont été avancées pour expliquer cet effondrement : l'organisation bureaucratique complexe de l'empire semble lourde et fragile car difficile à maintenir dans la durée, tandis que les gouverneurs provinciaux ne sont bien tenus que quand le pouvoir du souverain est fort, pouvant prendre leur autonomie dès que celui-ci s'affaiblit, à commencer par ceux de la périphérie. De plus, les relations avec les régions voisines n'ont jamais été pacifiées malgré de nombreuses tentatives, notamment avec les royaumes élamites et les tribus des Martu/Amorrites. Ces derniers ne sont pas forcément extérieurs au royaume, puisque des Amorrites sont au service des rois d'Ur, comme Naplanum, sorte de chef de mercenaires qui est attesté dès la fin de règne de Shulgi, participe à des campagnes militaires, réside avec ses troupes et son entourage près d'Ur, et semble être le même personnage que celui qui fonde la dynastie amorrite de Larsa vers 2026. Plus récemment, un autre type d'explication sur la chute d'Ur a été proposé : un réchauffement climatique qui aurait entraîné la disette des dernières années du royaume.
Le déroulement exact de la chute d'Ur est mal connu, car il est reconstruit avant tout par des sources postérieures dont la fiabilité est mal établie, notamment les lettres apocryphes évoquées plus haut qui donnent des éléments sur les conditions de la sécession d'Ishbi-Erra d'Isin, qui a lieu sur fond de crise de subsistance et de révoltes. Le coup de grâce semble avoir été porté à Ur par une intervention extérieure, celle d'une coalition de troupes élamites, les textes désignant des gens d'Anshan et de Simashki, ou plus largement d'Elam, ainsi qu'un roi nommé Kindattu qui était à leur tête. Ibbi-Sîn aurait alors été emmené en Élam avec la statue du dieu Nanna, patron d'Ur, symbolisant sa défaite totale. Néanmoins, les troupes élamites sont ensuite chassées par Ishbi-Erra qui récupère les bénéfices de la chute d'Ur, puisqu'il exerce par la suite l'hégémonie sur les cités de Sumer, sans pour autant être en mesure d'établir un royaume de la taille de celui d'Ur III.
Le royaume d'Ur III a posé les bases des grands royaumes qui lui succèdent. Une nouvelle ère s'ouvre dans l'histoire mésopotamienne, la période paléo-babylonienne ou amorrite. Les dynasties succédant à Ur (avant tout Isin et Larsa) ont assumé son héritage : leur titulature reprend celle des rois d'Ur, ils continuent un temps à se faire diviniser et patronnent un art et une littérature dans la continuité de ceux de la période néo-sumérienne. Sous les rois d'Isin sont rédigés des textes de « lamentations » commémorant la chute du royaume d'Ur et de ses grandes villes (Ur, Uruk, Nippur et Eridu). Elles ont en fait pour but de justifier la chute d'Ur et de légitimer la domination des nouveaux maîtres du sud mésopotamien en les présentant comme des décisions divines. Des hymnes et récits relatifs aux rois d'Ur III, surtout Ur-Namma et Shulgi, sont encore recopiés et perpétuent le souvenir de leurs brillants règnes, de même que les lettres apocryphes des rois d'Ur qui sont recopiées dans le milieu scolaire.

## L'organisation du royaume d'Ur III

### Le roi et son entourage
La troisième dynastie d'Ur est une monarchie héréditaire suivant le modèle mésopotamien, dans lequel le roi (sumérien lugal) doit son intronisation au soutien divin, en premier lieu celui du grand dieu Enlil résidant à Nippur. Ur-Namma se nomme simplement « Roi d'Ur » au début de son règne, avant de prendre le titre de « Roi de Sumer et d'Akkad » une fois qu'il a étendu sa domination à toute la Basse-Mésopotamie. Son fils Shulgi, reprenant l'exemple de Naram-Sin d'Akkad, y ajoute le titre de « Roi des quatre rives (de la terre) » (c'est-à-dire de tout le monde connu). Des hymnes à sa gloire sont écrits, mettant en avant ses qualités et faisant de lui un souverain idéal. Il atteint un rang qui l'élève au-dessus des hommes vers le statut de divinité : le déterminatif de la divinité est placé avant son nom, il reçoit un culte et des temples lui sont dédiés. Ses successeurs suivent son exemple. Les fonctions du roi sont de diriger l'administration, l'armée, de servir de juge suprême et du point de vue religieux d'assurer la bonne marche du culte des dieux, en participant si besoin à des rituels importants.
Le pouvoir royal s'exerce fondamentalement en considérant le royaume comme la propriété personnelle du roi et le sommet de l’État est constitué de personnes ayant des liens avant tout personnels avec lui, donc une domination de type « patrimonial » (voir plus bas). Ainsi que le résume J.-P. Grégoire, le souverain patrimonial d'Ur III « gère l’empire comme sa maisonnée personnelle. Le pouvoir et l’autorité sont fortement personnalisés, de sorte que la sphère publique se sépare difficilement de la sphère privée. L’État s’identifie au palais, l’administration du palais se confond avec le gouvernement. La famille du souverain joue un rôle éminent dans la vie publique et dans les affaires de l’État. »
Le roi gouverne entouré d'une « cour », qui s'entend, pour l'essentiel, comme l'ensemble de personnes qui sont régulièrement proches de lui.
Les rois d'Ur disposent d'une épouse principale, qui porte le titre de « Reine », nin, même si cela admet des exceptions puisque Shu-Sîn semble avoir réservé ce titre à sa mère Abi-simti ; elles sont manifestement issues de lignées royales étrangères prestigieuses. Viennent ensuite un ensemble d'épouses secondaires, lukur, terme qui désigne à l'origine des prêtresses considérées comme les épouses d'un dieu, ce qui a probablement à voir avec la divinisation des rois d'Ur. Il existe des distinctions d'importance au sein de cette catégorie qui regroupe de nombreuses femmes. Elles sont logées dans les différents palais royaux, dans des harems d'où elles sont sans doute peu à pouvoir sortir, où elles disposent d'une administration à leur service. Leur rôle politique est limité voire inexistant, mais en revanche elles jouent un rôle actif dans le culte, en premier lieu la reine. Une épouse (ou concubine) de Shulgi, Shulgi-simti, dont les archives ont été mises au jour à Drehem, est ainsi à l’initiative d'une fondation qui pourvoit des animaux destinés à être sacrifiés lors de divers rituels.
Le reste des membres de la famille royale épaule aussi le roi dans la direction du royaume. Les princes ont des charges administratives, militaires ou religieuses. Les princesses ont également une place importante, notamment dans le culte : plusieurs filles de rois deviennent grandes prêtresses du dieu Nanna à Ur comme du temps des rois d'Akkad. D'autres sont mariées à des rois étrangers ou des membres des familles éminentes du royaume. Les rois élargissent aussi leur cercle familial en menant une politique matrimoniale en direction des élites administratives. Il y a donc une véritable patrimonialisation du royaume puisque les postes les plus élevés sont réservés aux membres de la famille royale ou à ceux qui sont liés à elle. L'archive de Garshana documente ainsi les activités d'un domaine attribué à Shu-Kabta, général et médecin, et à son épouse Simat-Ishtaran, princesse royale.
Après le roi, le second personnage de l'administration centrale est le sukkalmah, que l'on peut traduire par « grand vizir » ou « Premier ministre ». Il a un pouvoir très large et mal défini, aussi bien dans le domaine civil que militaire, et peut également être un gouverneur provincial. C'est le cas d'Arad-Nanna/Arad-mu, le très influent Premier ministre de Shu-Sîn et gouverneur de la riche province de Girsu ainsi que de plusieurs marches frontalières. Le Premier ministre dirige les sukkal, des fonctionnaires itinérants qui ont eux aussi des charges diverses et sont dépêchés dans tout le royaume. Le roi dispose ainsi d'un réseau de contrôleurs fidèles qui lui permettent de savoir tout ce qu'il advient dans son pays. Grâce à un système de relais situés chacun à une journée de marche l'un de l'autre, ces fonctionnaires peuvent se déplacer aisément et quadriller tout le territoire. D'autres grands personnages de l'administration centrale sont connus, comme le grand échanson (zabar-dab5) qui semble s'occuper d'affaires cultuelles.

### Les provinces centrales

Localisation des sites principaux de Mésopotamie méridionale à la période d'Ur III.

Le territoire dominé par l'empire d'Ur peut être séparé en deux entités distinctes, un centre et une périphérie, comme l'a mis en avant une étude fondamentale de P. Steinkeller.
Le centre était constitué des pays de Sumer et d'Akkad ainsi que de la vallée de la Diyala. Il s'agissait des régions où s'étaient épanouies auparavant les « cités-États » de Mésopotamie méridionale, unifiées une première fois par les rois d'Akkad puis à nouveau par Ur-Namma et Shulgi. Elles étaient divisées en une vingtaine de provinces correspondant à ces anciennes cités-États. Les plus importantes étaient situées au sud, autour des grandes cités sumériennes, celles-là mêmes qui recevaient le plus d'attentions de la part des rois d'Ur qui y avaient construit de grands complexes cultuels qu'ils pourvoyaient régulièrement en offrandes. La cité d'Ur occupait évidemment une place importante, aux côtés de sa voisine Uruk qui était la cité d'origine de la dynastie et peut-être bien le lieu où ses rois se faisaient enterrer. La province de Nippur avait un rôle central, puisqu'il semble que ce soit là que les rois d'Ur préféraient résider, autour du plus important sanctuaire mésopotamien, siège d'Enlil le roi des dieux, donc la véritable capitale religieuse. Aucun palais royal n'y a été identifié mais les textes indiquent que des ambassades y étaient reçues. C'est dans ses faubourgs que Shulgi a fait construire Puzrish-Dagan, important centre administratif lié à la cité sainte, qui a pu en fait aussi servir de résidence royale. On trouvait également dans cette province la ville de Tummal, qui jouait un grand rôle dans le culte officiel (c'est le lieu de culte principal de la déesse Ninlil, épouse d'Enlil) et peut-être une autre résidence royale. Parmi les autres provinces importantes il faut signaler celles de Girsu (correspondant à l'ancien royaume de Lagash) et d'Umma, deux riches régions agricoles. On oppose classiquement ces cités du sud à celles situées plus au nord (Kish, Sippar mais aussi Babylone qui se développe alors) car les premières avaient un peuplement majoritairement sumérien alors que les secondes étaient en majorité akkadiennes (donc sémites), comme l'indiquent les noms de personnes qui y vivaient. Cette distinction était néanmoins en train de s'atténuer puisque la période de la soi-disant « renaissance sumérienne » est paradoxalement celle durant laquelle l'akkadien supplante définitivement le sumérien en tant que langue vernaculaire (voir plus bas).
Les provinces centrales avaient à leur tête un gouverneur civil, chargé de diriger l'administration civile et de rendre la justice, l'ensí (titre issu de la période des Dynasties archaïques où il désignait notamment le roi de Lagash). Il était souvent associé à un gouverneur militaire, le šagina (en sumérien)/šakkanakkum (en akkadien). Les gouverneurs civils étaient souvent issus des bonnes familles de la province qu'ils dirigeaient, et il était courant que ce titre soit transmis de façon héréditaire au sein d'une même famille. Cela a abouti à la constitution de véritables dynasties locales menaçantes pour la cohésion du royaume. Malgré ses velléités centralisatrices, le pouvoir central n'a jamais pu éliminer les particularismes provinciaux, comme l'existence de calendriers et de pratiques administratives locales. Les gouverneurs civils reprenaient au niveau local certaines fonctions des rois d'avant la domination d'Ur III, aussi bien dans l'administration, l'économie, que la religion. Ces gouverneurs supervisaient les grands domaines qui étaient les unités économiques majeures du royaume, en premier lieu les temples qui disposaient de leur propre administration, encadraient une grande partie de la population au quotidien en dirigeant la plupart des activités économique et avaient donc un rôle central au sein des communautés locales,. Du point de vue fiscal, toutes ces régions devaient participer au système du bala (voir plus bas). Le réseau de routes terrestres a été renforcé par les premiers rois d'Ur III, avec des gîtes d'étapes pris en charge par les pouvoirs publics, dont se servent les messagers parcourant le royaume, aussi les convois officiels (pour le transport des produits agricoles et animaux, les transferts de troupes et travailleurs entre provinces), et disposant d'un personnel militaire pour assurer la sécurité des communications. Les communications sur les cours d'eau sont également très importantes dans le sud mésopotamien. Les troubles de la fin de la dynastie ont perturbé la circulation sur ces routes, ce qui a sans doute accéléré la chute du royaume.

### Les provinces périphériques
Les provinces périphériques étaient gardées par des colonies militaires destinées à y maintenir la domination d'Ur et à défendre les frontières : c'étaient donc des sortes de marches frontalières. Elles étaient situées à l'est en Susiane et au nord-est vers le Zagros ainsi que le long la vallée du Tigre jusqu'à Assur et Arbelès au moins, les limites septentrionales de l'influence d'Ur étant débattues. Il est en tout cas évident que les régions du Moyen-Euphrate et du Triangle du Khabur n'ont pas été dominées alors qu'elles avaient été contrôlées par les rois d'Akkad, peut-être parce qu'elles étaient alors en crise à cause d'un réchauffement climatique ou plus probablement car il s'agit des zones d'où sont originaires les Amorrites qui sont alors très turbulents.
La plupart des zones périphériques orientales a une fonction de zone-tampon entre le cœur du royaume et les royaumes menaçants du plateau iranien. À la différence des provinces intérieures, elles sont placées sous la seule juridiction d'autorités militaires, à savoir le gouverneur militaire (šagin), assisté de plusieurs « capitaines » (nu-banda3). Les gouverneurs dirigent des garnisons importantes dans les cités principales comme Suse, tandis que des capitaines s'occupent d'établissements de moindre taille qui sont des sortes de colonies militaires. Les gouverneurs des périphéries se distinguent par plusieurs aspects de leurs homologues des provinces intérieures : il s'agit en général d'hommes nouveaux promus par le souverain (qui souvent les mariait à des princesses), dans de nombreux cas d'extraction étrangère (Élamites, Amorrites, Hourrites, etc.) et ne restant pas en fonction longtemps dans la même province. Leurs soldats semblent également être recrutés parmi les peuples non mésopotamiens. Enfin, les autorités frontalières ne participent pas au système du bala, mais doivent s'acquitter d'un tribut annuel (gún-mada), généralement constitué de bêtes (surtout ovins, aussi des bovins) qui étaient élevées dans ces régions disposant de nombreuses terres de pâture. Les soldats participent d'ailleurs à ces activités d'élevage. Les marches sont les territoires qui échappent en premier au contrôle du pouvoir central, puisque le tribut n'est plus versé régulièrement à partir du règne de Shu-Sîn.

### L'armée
En dépit de la quantité de documentation disponible sur le fonctionnement du royaume d'Ur III, force est de constater que son armée reste très mal connue. Il s'agit pourtant d'une composante essentielle de la puissance de cet État, qui a mené de nombreuses guerres, souvent victorieuses, dans les contrées voisines. Le système des « marches » du royaume repose d'ailleurs sur des garnisons de soldats, dirigées par les gouverneurs militaires. L'armée de la troisième dynastie d'Ur semble disposer de troupes professionnelles permanentes, les aga3-us2 (rēdû en akkadien). Ils sont rémunérés comme le reste des fonctionnaires par le système des rations ou des terres de subsistance. En temps de paix, ces soldats sont employés pour la sécurité intérieure du royaume, donc comme une garde ou une police, mais aussi comme messagers, escortes, et ils peuvent être mobilisés pour des corvées. Une troupe d'élite forme la garde personnelle du roi. En période de conflit, l'armée est renforcée par des troupes levées parmi les sujets mâles corvéables, les « troupes » (erín/ṣābum). L'arme offensive de base du soldat est la lance (plutôt pour les conscrits), aux côtés de la masse d'armes et de l'arc (pour les soldats de métier entraînés à son maniement). L'équipement et l'armement défensifs ne sont pas connus. Le nombre de soldats mobilisés en campagne est inconnu. La garnison de Garshana, documentée par les archives de ce site, comprend autour de 1 500 hommes. Au-dessus du soldat de base, l'armée est organisée hiérarchiquement autour d'officiers ayant la charge d'un nombre d'hommes qui nous est mal connu. Un « lieutenant » (ugula) commande les unités de base : on en trouve qui sont chargés d'unités de dix hommes, d'autres d'unités de soixante hommes. Au niveau supérieur, le « capitaine » (nu-banda3) commande quelques centaines d'hommes. Le plus haut grade de l'armée est celui de gouverneur militaire d'une province (šagin/šakkanakkum), sorte de « général ». Il dirige seul les marches du royaume, tandis que dans les provinces intérieures il laisse les fonctions civiles à l'ensí comme vu précédemment. Les autorités suprêmes de l'armée, au-dessus du général, sont ceux qui dirigent le royaume en dernier lieu, à savoir le Premier ministre et le roi en personne. Ce dernier ne dirige pas forcément lui-même ses troupes.

### Diplomatie
Les relations du royaume d'Ur avec les royaumes situés au-delà des provinces périphériques reposent également sur des pratiques diplomatiques visant à trouver des solutions pacifiques à leurs problèmes frontaliers. Elles sont surtout attestées du côté des royaumes du plateau Iranien (Anshan, Zabshali, Marhashi), mais on en connaît également vers la Haute Mésopotamie ou la Syrie (Ninive, Urshu, Simanum, Mari). Des relations régulières passent par des messagers-ambassadeurs (il n'y a alors pas d'ambassades permanentes) venant des royaumes étrangers et reçus à la cour royale comme cela est attesté par des textes de Puzrish-Dagan. Ces textes mentionnent la nourriture et les boissons qui leur sont distribuées lorsqu'ils résident en Basse Mésopotamie (mais on ne sait pas si c'était au palais), où ils sont pris en charge par des fonctionnaires locaux (sukkal) qui peuvent parfois jouer le rôle d'interprètes. Quand ils repartent, ils reçoivent ce qui est nécessaire pour leur trajet de retour ainsi que des présents destinés à leur maître suivant les habitudes diplomatiques de l'époque. Le roi d'Ur disposait de ses propres messagers-ambassadeurs, supervisés par le Premier ministre qui gère une sorte de service diplomatique en plus de ses autres attributions. De façon plus exceptionnelle, les rois d'Ur mariaient certaines de leurs filles à des rois étrangers, comme Apil-Kin de Mari dès le règne d'Ur-Namma, mais ces mariages sont surtout documentés avec les rois du plateau Iranien, comme cela est mentionné dans plusieurs de leurs noms d'années. Cette politique est cependant loin d'être concluante puisqu'il arrive que des rois d'Ur doivent faire la guerre à un de leurs gendres.

### Droit et structures judiciaires
« § 1 : Si quelqu'un a commis un meurtre, on mettra cet homme à mort.

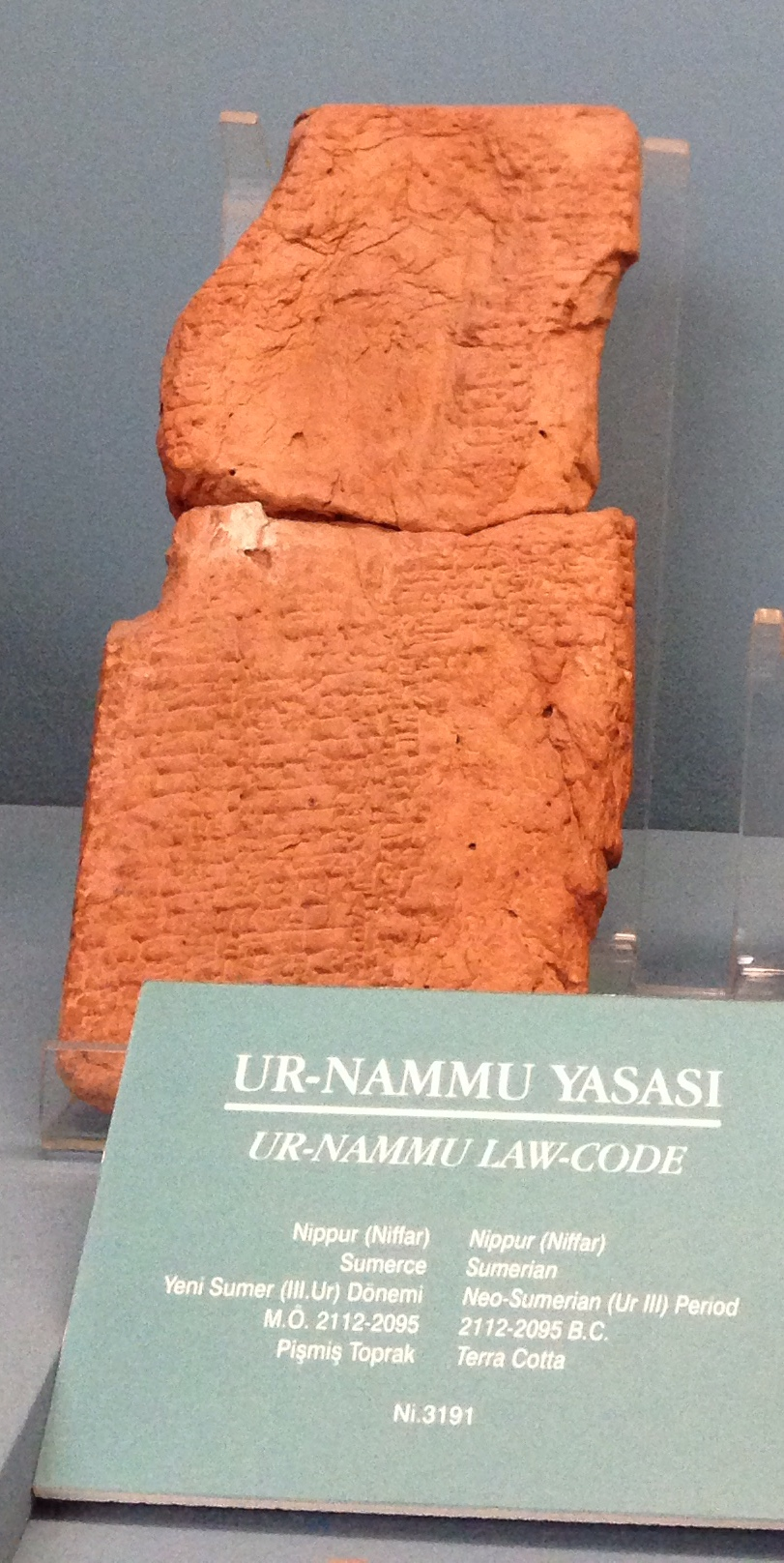
Tablette du Code d'Ur-Namma. Musée archéologique d'Istanbul.

§2 : Si quelqu'un a fait du brigandage, on le mettra à mort.
§3 : Si quelqu'un a détenu arbitrairement (quelqu'un d'autre), cet homme ira en détention (et) il payera 15 sicles d'argent.
§6 : Si quelqu'un a fait violence à l'épouse d'un homme non (encore) déflorée d'un jeune homme et l'a déflorée, on mettra cet homme à mort.
§7 : Si l'épouse d'un jeune homme a suivi quelqu'un de sa propre initiative et l'a fait coucher en son sein, on mettra cette femme à mort (mais) on rendra sa liberté à cet homme.
§8 : Si quelqu'un a fait violence à la servante non déflorée de quelqu'un (d'autres) et l'a déflorée, cet homme payera 5 sicles d'argent.
§28 : Si quelqu'un s'est présenté comme témoin et a été identifié comme malfaiteur (parjure), il payera 15 sicles d'argent.
Des dizaines de sources donnent des informations sur l'organisation juridique du royaume d'Ur, qui est un élément essentiel dans le bon fonctionnement et la légitimité de celui-ci. Les anciens Mésopotamiens ont en effet porté depuis des époques très anciennes une grande attention à l'idéal de justice et ont développé un système juridique empirique. Cela se voit notamment dans un des documents juridiques les plus importants de la période, le Code d'Ur-Namma, connu par des copies tardives fragmentaires qui ne préservent qu'une partie de son prologue et près de 40 sentences de justices, les soi-disant « lois » qui ne devaient sans doute pas être appliquées de façon rigoureuse. Ce texte est plutôt un recueil de nature jurisprudentielle ou savante et un texte de glorification qui a pour fonction de mettre en avant la figure du roi juste. L'essentiel des sources juridiques est constitué de documents de la pratique : environ 250 comptes rendus de procès rédigés une fois les affaires terminées. Ils traitent de sujets divers : héritages, mariages, affaires, crimes et délits, problèmes liés à des esclaves, etc. D'autres informations proviennent de contrats et de textes administratifs.
Les structures judiciaires du royaume d'Ur reposent en premier lieu sur le roi, juge suprême, mais qui n'exerce pas souvent cette fonction en personne. Il délègue cette tâche à ses administrateurs, en premier lieu les gouverneurs provinciaux, mais aussi à des juges professionnels (di-kud) qui siègent de façon collégiale. Ils peuvent être assistés par un fonctionnaire occupant le rôle de maškim (qui n'est jamais une fonction permanente), qui instruit certaines affaires et surtout les enregistre pour éventuellement servir de témoin institutionnel plus tard. Les autorités judiciaires peuvent être saisies par n'importe qui, homme ou femme, libre ou esclave. Elles statuent après l'étude de preuves (témoignages, documents écrits), ou demandent des prestations de serments par les dieux,. La question de savoir s'il y a une centralisation des institutions judiciaires est discutée : il semble que le pouvoir central doive comme dans d'autres domaines composer avec les autorités judiciaires locales, qui disposent d'une marge d'autonomie et peuvent limiter son influence.

## Structures et activités économiques
Les dizaines de milliers de tablettes produites par l'administration d'Ur III et qui nous sont parvenues constituent une source de premier plan pour connaître l'économie et la société de la Mésopotamie antique. Cela est encore plus remarquable si on prend en compte l'aspect quantitatif, les tablettes datées et connues de la période de l'empire précédent, celui d'Akkad étant bien moins nombreuses. Cet écart n'est pas seulement lié au hasard des trouvailles, mais illustre bien le phénomène de bureaucratisation qui a lieu durant le siècle d'Ur III, qui est l'un de ceux qui ont produit le plus de tablettes de l'histoire mésopotamienne. Si les structures économiques et sociales n'ont pas fondamentalement été bouleversées, c'est ce phénomène de tentative d'encadrement plus poussé voire de planification de l'économie qui est le plus remarquable, même s'il ne dure qu'une trentaine d'années, correspondant à l'apogée de la puissance militaire de l'empire.

### Une économie domaniale
L'économie de la Basse Mésopotamie du IIIe millénaire est organisée autour de trois types d'acteurs : le temple, le palais ou domaine royal (ces deux premiers étant parfois regroupés sous les termes d'institutions ou de « grands organismes ») et des acteurs privés (très peu présents dans les sources). Cette forme d'organisation peut être caractérisée de « domaniale », car son unité fondamentale quel que soit l'acteur et son poids économique est la « maison » (é), correspondant au niveau le plus élémentaire à une famille ou une maisonnée, dans les cas les plus complexes à des subdivisions des grands organismes ayant de grands domaines, et à un niveau intermédiaire aux domaines dont disposent les notables.
Les limites entre les différents types d'acteurs sont souvent floues. Les temples sont les mieux connus par les sources et ceux disposant de la majorité des domaines agricoles. Ils ont donc un poids prépondérant, mais la séparation entre eux et le secteur dépendant du roi est peu marquée puisqu'ils sont placés sous la coupe des gouverneurs civils, et que leurs ressources sont à la disposition de l'administration étatique dans laquelle ils se fondent. Le domaine royal en tant que tel semble donc peu présent, et est surtout connu pour les ateliers royaux. Les grands organismes ont un personnel nombreux, hiérarchisé et spécialisé. Les temples ont ainsi des administrateurs en chef (šabra et sanga), assistés de comptables, archivistes, gestionnaires de différentes subdivisions du domaine, puis à un niveau inférieur des contremaîtres (nu-bandà, terme qui désigne aussi les lieutenants) dirigeant les équipes de travailleurs, le tout sous la surveillance de nombreux scribes occupant divers échelons. L'administration des grands organismes fonctionne avant tout autour d'une masse de dépendants guruš pour les hommes, gemé pour les femmes) organisés en « troupes » (erín, autre terme commun avec le vocabulaire de l'armée). Les femmes des catégories laborieuses sont une composante essentielle de la force de travail des institutions, n'étant pas cantonnées à travailler dans le cadre domestique, loin de là. Ces dépendants travaillent à plein temps directement pour le compte de l'institution et peuvent être mobilisés pour toutes sortes de travaux en plus de leur tâche principale si besoin : des tisserandes se retrouvent par exemple à travailler aux champs en période de moisson, à moudre de la farine, voire à haler des bateaux sur les canaux. Ils sont rémunérés en rations d'entretien, surtout en grain d'orge et en laine, mais parfois aussi en huile, en dattes, bière, etc. Il s'agit d'un personnel dépendant entièrement de l'institution. D'autres personnes non dépendantes des institutions peuvent y travailler quelques mois par an contre des salaires similaires aux rations ; l'existence d'un « marché du travail » est débattue, certains estimant que la période est plutôt caractérisée par une pénurie de main-d’œuvre. Les administrateurs sont rémunérés par l'attribution de champs de subsistance qu'ils font exploiter de la même manière que le sont les terres du temple,,. Quant aux esclaves (arád), bien documentés par les sources juridiques, ils ne semblent pas jouer un rôle important dans l'économie. Il s'agit en général de prisonniers de guerre attribués à un domaine ou bien de personnes ayant perdu leur liberté à la suite d'un endettement.
Le secteur privé est très peu documenté : seules quelques dizaines de tablettes documentent les activités privées de notables (ventes, prêts, etc.). Pour autant il n'est pas inexistant, et même si sa part dans l'économie ne peut pas être évaluée il ne peut pas être considéré que les grands organismes dominent toute l'économie. Du reste, l'exercice d'activités à titre privé n'empêche pas de travailler pour une institution à côté, et cette imbrication rend les contours de ce secteur (qui n'est jamais qu'une reconstruction moderne) difficiles à tracer. La gestion des grands organismes repose en bonne partie sur la cellule familiale (en général de type nucléaire), et ce à tous les niveaux de l'économie, par exemple avec la famille d'Ur-Meme dans la gestion du temple d'Inanna à Nippur, ou chez les forestiers d'Umma, etc., où on travaille en famille et se succède de père en fils. Bien souvent les champs de subsistance (comme les fonctions des institutions et de l'administration) sont patrimonialisés au sein des mêmes familles qui se transmettent de façon héréditaire et les louent parfois.

### Centralisation et bureaucratisation
Les structures de l'économie du royaume d'Ur III telles qu'elles ont été décrites ci-dessus ne diffèrent pas de celles des périodes précédentes, notamment de ce que l'on voit à l'époque de l'empire d'Akkad. Le vrai changement de cette période tient au degré de contrôle que cherchent à exercer les institutions sur l'économie, bien plus poussé qu'aux périodes précédentes, notamment à partir du milieu du règne de Shulgi qui se traduit par une diversification et une inflation considérable de la documentation administrative (des dizaines de milliers de tablettes connues contre autour de 8 000 pour l'empire d'Akkad) et l'apparition de structures administratives de plus en plus complexes, divisées en de nombreux bureaux. Cela explique l'effort dans la formation des scribes (dub-sar) qui a lieu à la même période avec la création d'écoles institutionnelles (é-dubba) aboutissant à l'augmentation considérable du nombre de ces spécialistes. Des pratiques d'archivage ont manifestement été mises au point, qui peuvent être identifiées par les corpus de tablettes retrouvées, et qui varient selon le type d'institution. Ce système, qui semble tenir jusque vers le début du règne d'Ibbi-Sîn, est couramment caractérisé comme « bureaucratique ». Dans les faits, on ne peut pas vraiment parler d'une bureaucratie au sens de Max Weber, c'est-à-dire un système dont les institutions fortement hiérarchisées existent indépendamment de ceux qui les font fonctionner : le royaume d'Ur III relèverait plutôt d'une domination « patrimoniale » traditionnelle, reposant sur un ensemble de maisonnées contrôlées par des individus qui dépendent en dernier lieu du souverain (et de sa maisonnée, c'est-à-dire le palais en tant qu'institution). C'est le fort degré de centralisation de l'administration que révèle surtout l'explosion quantitative de la documentation de gestion.
Les nombreux scribes qui se retrouvent aux différents niveaux de l'administration des grands temples produisent alors une masse impressionnante de documentation de gestion et comptabilité. Dans les activités productives (agriculture, élevage et artisanat), on assigne des objectifs à un personnel qui reçoit les moyens de production souvent prélevés sur d'autres productions de l'institution (champs, semences, troupeaux, outils agricoles et artisanaux, matières premières, etc.) et se voit assigner sa tâche à réaliser avec ce qu'il devra verser. Une fois l'opération de production achevée, il y a un nouveau contrôle et le produit peut être orienté vers une autre activité de production où il sera utilisé ou bien vers un consommateur final, notamment dans le cadre de la redistribution interne à l'organisme (rations d'entretien, salaires, offrandes cultuelles). Les surplus peuvent être confiés à des marchands qui les écoulent sur le marché ou prêtés contre intérêt. Cela suppose la gestion d'entrepôts importants et nombreux, le contrôle des entrées et des sorties de produits qui y transitent, une forme de cadastrage des terres arables, la gestion des réseaux d'irrigation, etc. Les différents bureaux des institutions doivent procéder chaque année à une reddition des comptes en dressant un bilan, les administrateurs étant tenus responsables en cas de pertes injustifiées ou d'objectifs non remplis. Cela permet ensuite d'évaluer les productions à venir et de les planifier pour fixer les objectifs de production, et ainsi de suite.

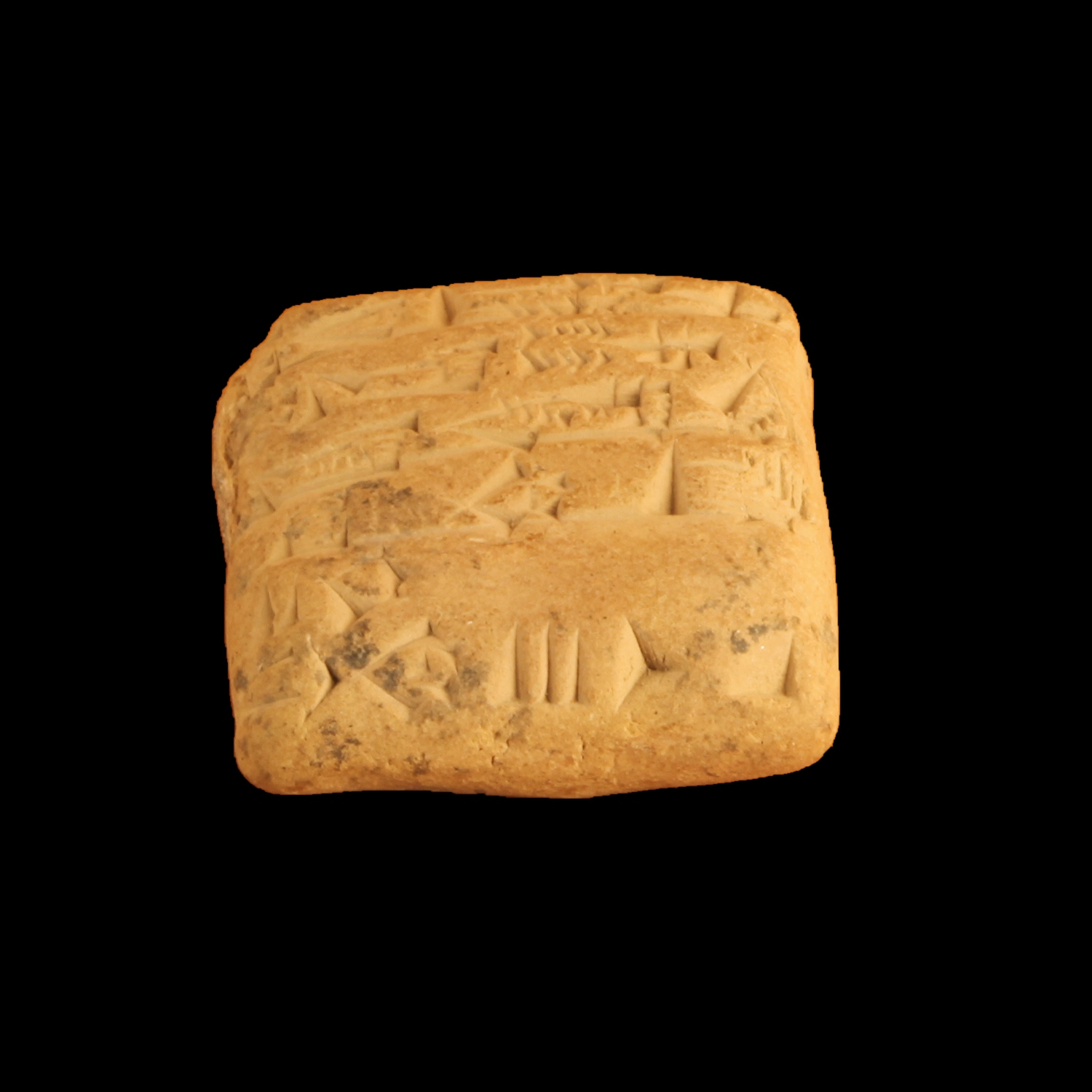
Petite tablette (« billet ») enregistrant un déplacement de bétail pour le compte d'une institution, Umma, c. 2060, musée des beaux-arts de Lyon.
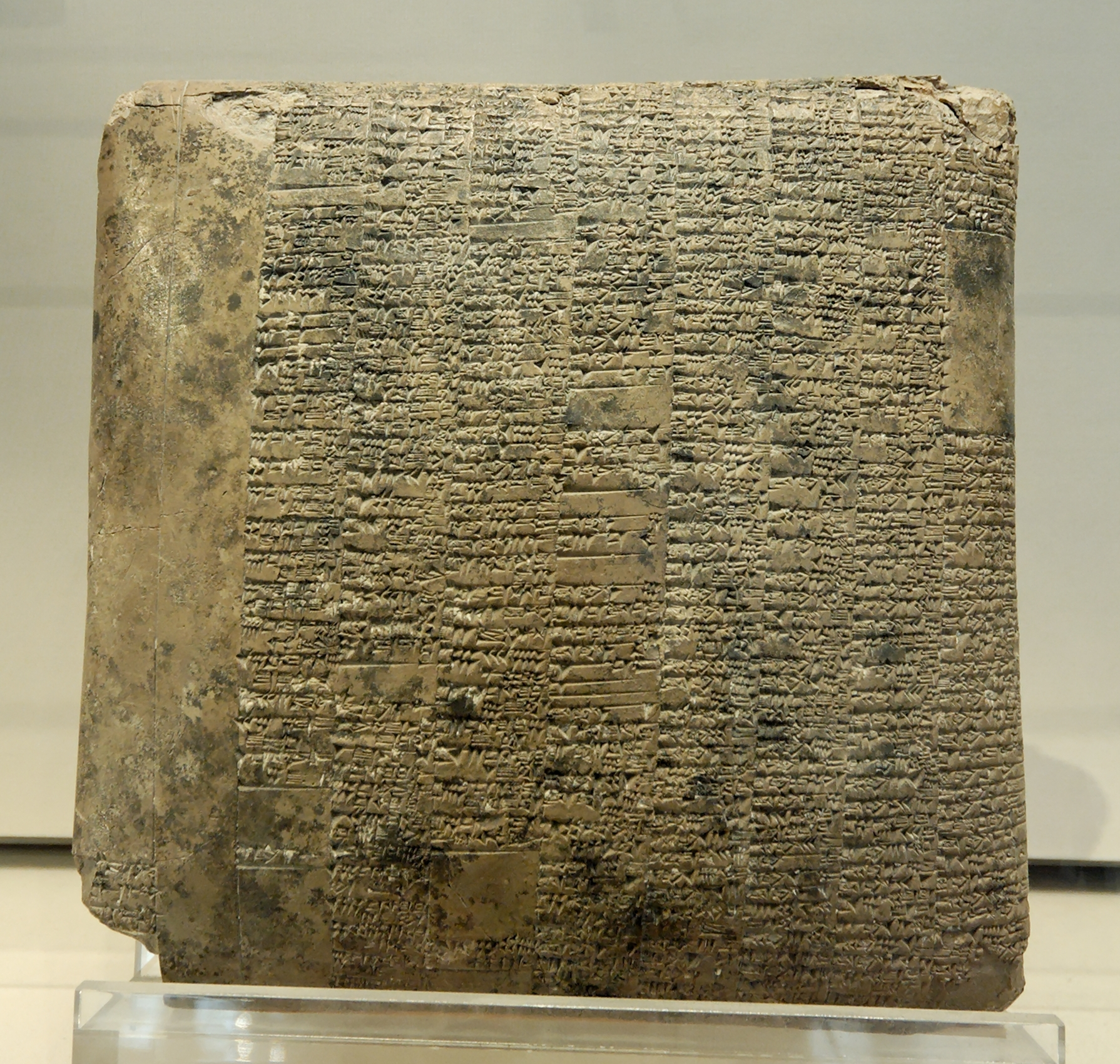
Grande tablette d'inventaire d'une institution : bilan annuel d'une exploitation artisanale de vannerie, règne d'Amar-Sîn, musée du Louvre.
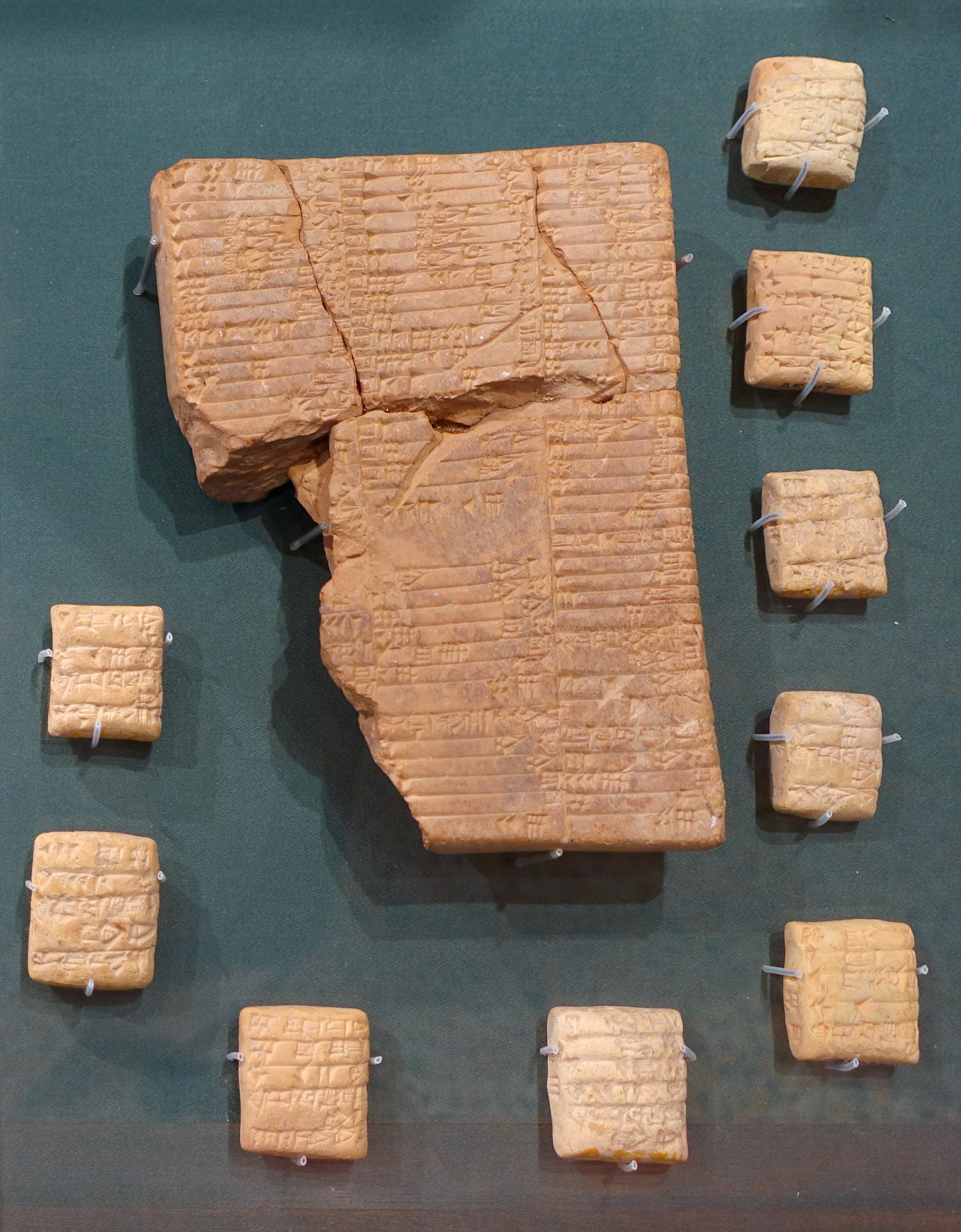
Grande tablette d'inventaire et certaines des petites tablettes de gestion quotidienne dont elle centralise les informations, sur la circulation d'animaux. Puzrish-Dagan, règne d'Amar-Sîn. Musée de l'Institut oriental de Chicago.
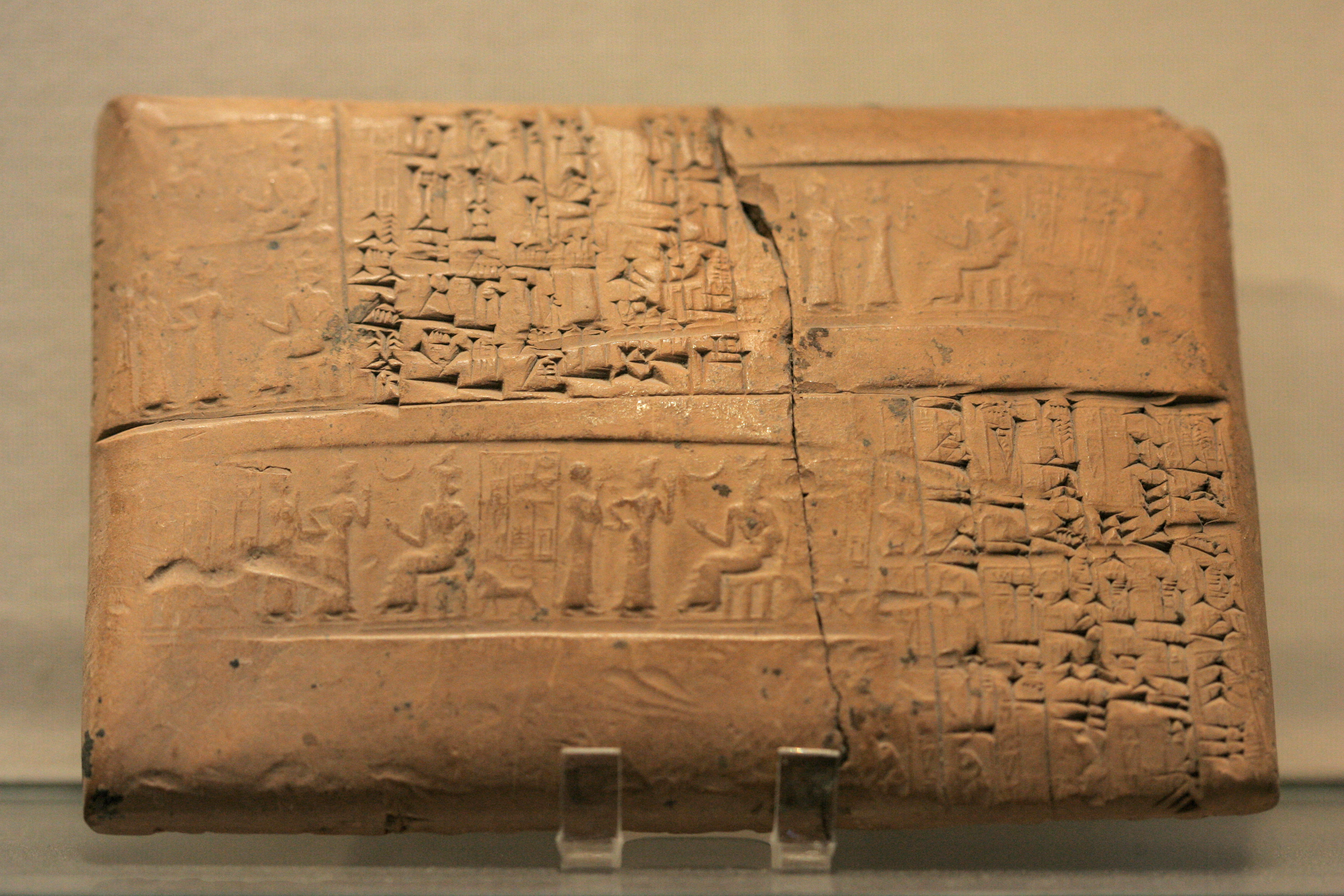
Revers d'une tablette de devis de hersage et de labour d'un champ avec le salaire des ouvriers, authentifiée par des empreintes de sceau d'un scribe de l'administration (scène « de présentation »), Umma, règne de Shu-Sîn. Musée du Louvre.
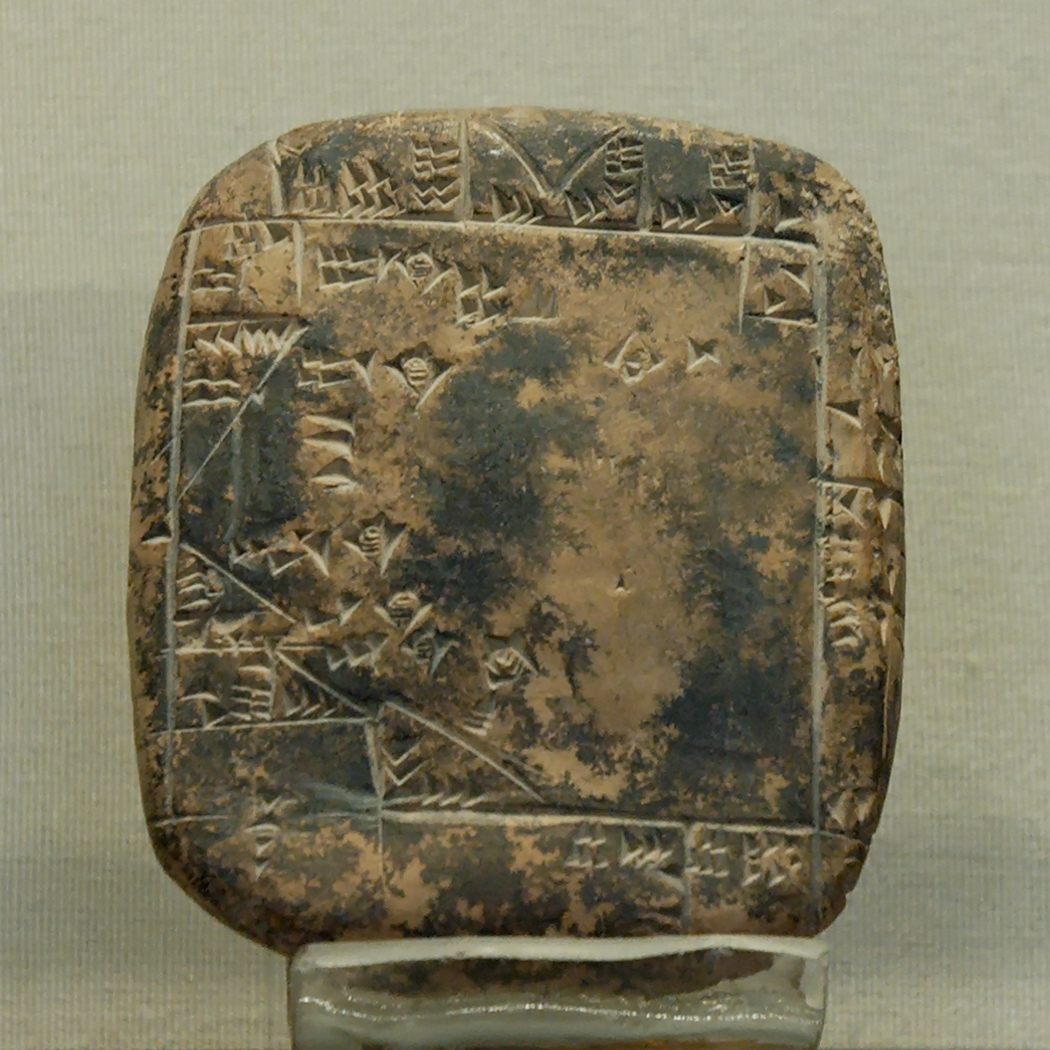
Tablette de type cadastral portant le plan d'un terrain en provenance d'Umma, musée du Louvre.
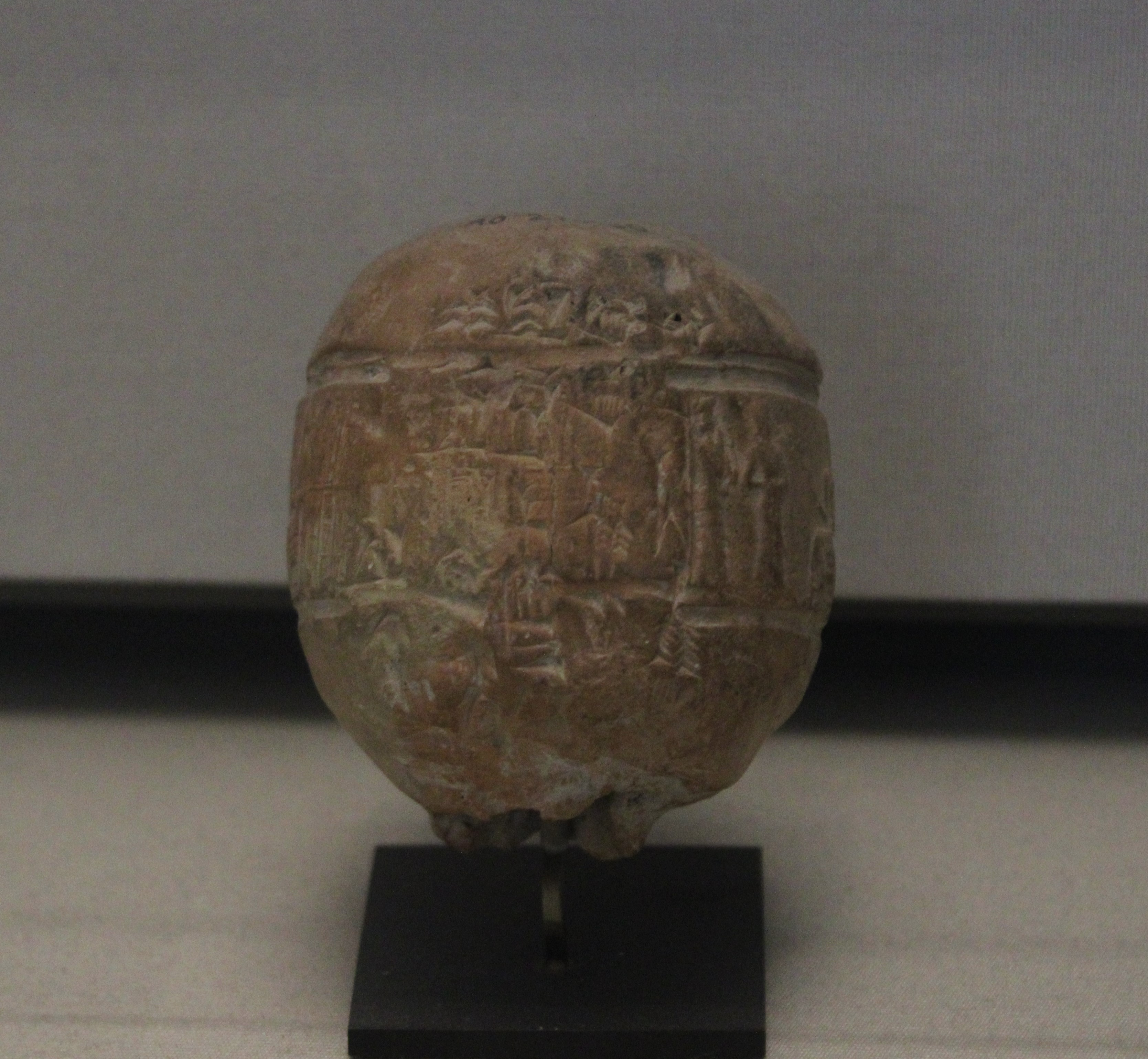
Bulle en argile qui scellait les liens d'un ballot, avec impression du sceau de Naram-ili, fonctionnaire sous le règne de Shulgi. Musée du Louvre.

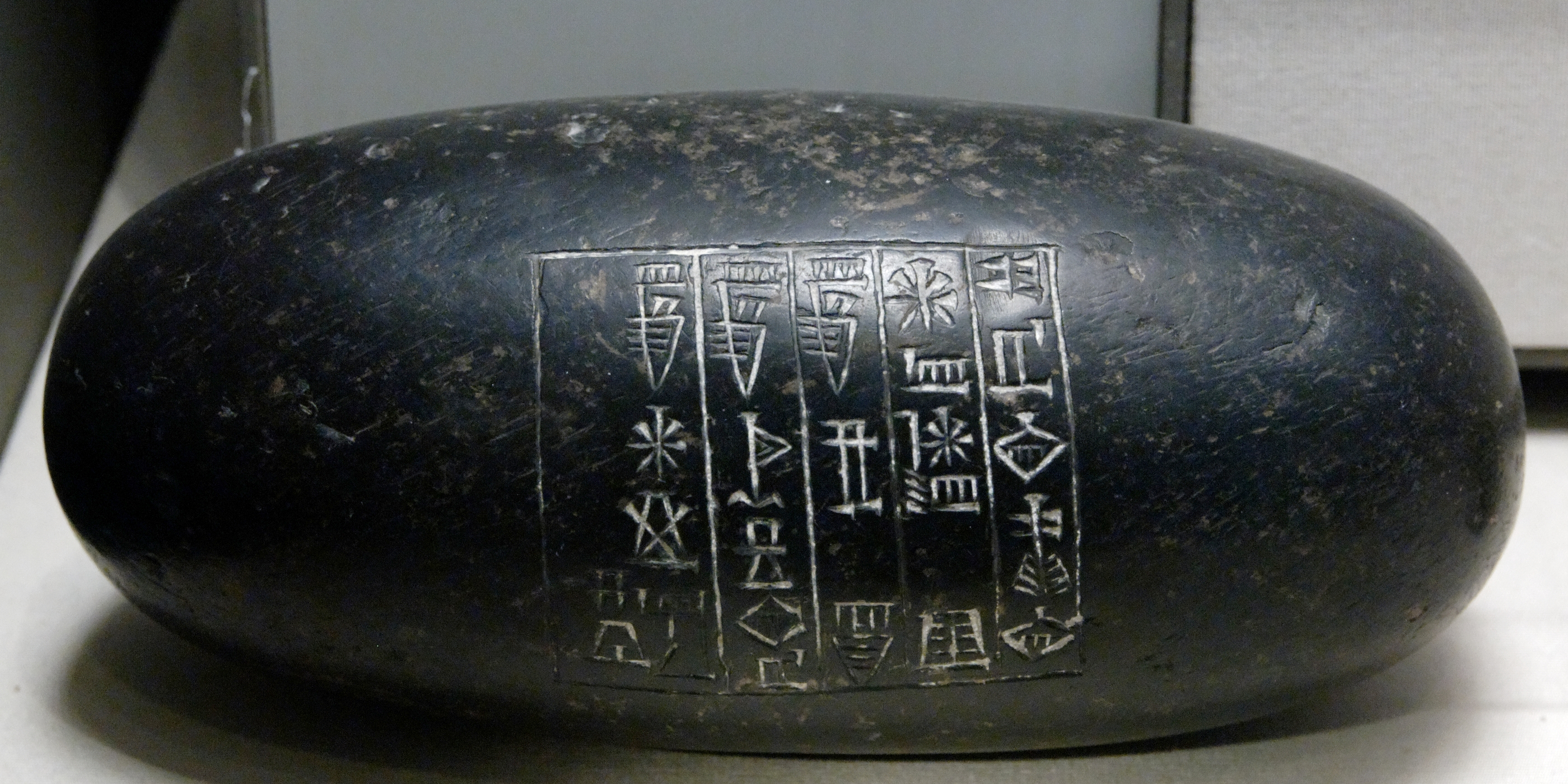
Poids en diorite standardisé de 5 mines, inscrit au nom de Shu-Sîn, musée du Louvre.

La période d'Ur III voit par ailleurs l'aboutissement d'un processus de rationalisation et d'harmonisation des très complexes systèmes de poids et mesures hérités des temps archaïques, dans la droite ligne de l'époque d'Akkad. Par le passé coexistaient plusieurs systèmes métrologiques (avec des bases numériques différentes) selon qu'on voulait déterminer des surfaces, des poids, des capacités, et il n'y avait pas d'équivalences directes entre elles, ce qui rendait par exemple impossible le fait de calculer des surfaces à partir de longueurs. Mais à l'époque d'Ur III cela est révolu ce qui explique que les scribes rédigeant des documents cadastraux puissent mesurer la surface des champs à partir de longueur. Les unités métrologiques et les rapports entre les systèmes sont (plus ou moins) fixés : ainsi l'unité de base du système de capacité, silà, représente une quantité de grains pesant une mine ma.na, l'unité de base du système de poids. Cet effort d'harmonisation des normes se voit aussi par la mise en place d'un calendrier royal (les historiens parlent de « Reichskalender ») en usage à Ur et Puzrish-Dagan, et aussi employé ailleurs par l'administration aux côtés des calendriers locaux, ce qui est notamment important pour le culte (voir plus bas).
Les quantités qui apparaissent dans certaines tablettes ou l'agrégation des données de plusieurs d'entre elles donnent le tournis par rapport aux pratiques des autres périodes de l'histoire mésopotamienne : les temples de Girsu supervisent environ 50 000 hectares de terres en cultures et 4 000 têtes de bétail pour les travailler, les troupeaux de moutons enregistrés sur une année à Puzrish-Dagan s'élèvent à environ 70 000 bêtes, les ateliers de tissage de la province de Girsu emploient plus de 6 000 ouvrières textiles en même temps, etc. La construction publique, notamment l'érection de ziggurats, est une autre illustration des moyens mis en œuvre à cette période et des capacités de l'administration.
La documentation administrative ne doit pas pour autant être surinterprétée : l'image d'un empire très bien organisé fermement dirigé par un pouvoir central est sans doute fausse, a fortiori si on tient compte du laps de temps assez limité (une trentaine d'années) durant lequel est produit l'essentiel de la documentation administrative, et du fait que la majeure partie des tablettes proviennent d'un nombre limité de sites (Girsu et Umma en fournissent environ la moitié), situés au cœur du pays sumérien (et très peu de la périphérie). Du reste, selon P. Michalowski, « beaucoup de ceux qui étudient la période de plus près en sont venus à réaliser à quel point il est difficile de déterminer le rôle effectif des agents du gouvernement et de leurs représentants locaux, ainsi que la portée, la pénétration, les limites et les limitations du rayon d'action de la Couronne à l'époque d'Ur III. » Cet auteur souligne notamment le fait que les provinces peuvent parfois résister à l'emprise du pouvoir central, ou du moins chercher à ajuster les relations avec celui-ci pour les rééquilibrer en leur faveur. La quantité de documentation administrative reflète sans doute plus les aspirations du pouvoir à un contrôle centralisé que la réalité d'un tel contrôle. De plus, on estime que cette inflation du contrôle et des exigences de l'administration a dû causer des problèmes fragilisant l'État d'Ur III. Il semble que bien souvent l'administration demande à ses dépendants de produire plus qu'ils ne peuvent. Il est possible que la majorité des activités économiques soit contrôlée par ces institutions, et même que la majeure partie des terres soit sous leur contrôle direct. Le contrôle tatillon des productions gérées par le temple et confiées à ses travailleurs amène à un système de gestion très lourd : il a été remarqué que la mort d'un seul mouton des troupeaux d'un temple devait être enregistrée dans trois documents différents. Cela a pu conduire à un essoufflement et un blocage de l'administration en partie responsables de la désagrégation du royaume.

### Les grands domaines agricoles

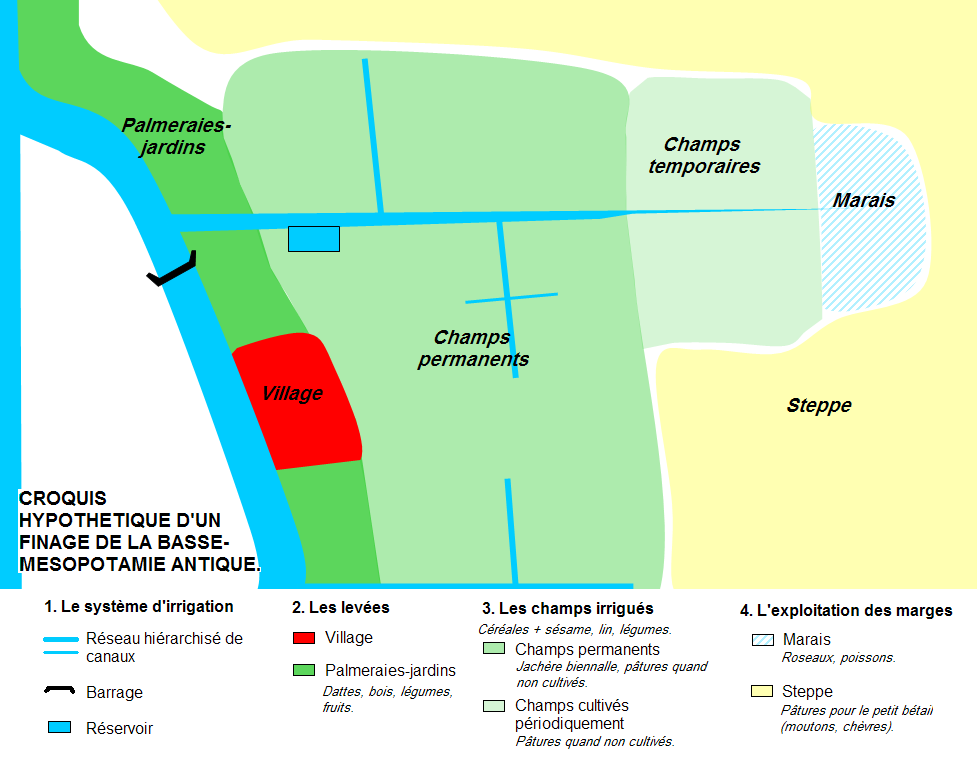
Croquis hypothétique d'un finage de la Basse-Mésopotamie antique montrant l'utilisation des différentes parties de l'environnement local.

L'agriculture de la Basse-Mésopotamie antique repose traditionnellement sur la céréaliculture irriguée, avant tout la culture de l'orge qui est plus adaptée aux conditions naturelles de la région. Il s'agit de la culture la plus importante pour l'administration, celle qui est la mieux documentée. Il y a sans doute dans ce cadre une volonté de maximiser la production à cette période, ce qui passe aussi bien par l'extension des surfaces en culture que l'augmentation des rendements. Ceux-ci sont débattus même si les estimations les placent toujours au-dessus de ceux de la plupart des autres agricultures antiques : entre 10/1 et 15/1 de moyenne pour les estimations les plus basses, 20/1 à 30/1 pour les plus optimistes, en sachant que les meilleures terres atteignaient des niveaux plus élevés encore. Mais cela a pu entraîner une salinisation des terres due à leur surexploitation.
L'organisation des différentes unités de champs céréaliers (a-šà) des temples est bien connue pour ceux de Girsu et d'Umma qui ont livré de nombreuses tablettes administratives. Il s'agit d'une division tripartite des terres déjà attestée aux périodes antérieures. L'administration du temple dispose des « terres à bœuf » (gán-gud), exploitées en régie directe sous la direction de chefs d'équipes (engar) qui ont sous leurs ordres des laboureurs payés en rations d'entretien avec leurs bêtes de labours. Ces terres sont destinées à subvenir aux besoins courants du temple (alimentation et rémunération du personnel, offrandes cultuelles), et constituent apparemment la majeure partie des domaines de ces institutions. Une autre partie est constituée par les « terres prébendées » (gán-šukura), concédés à des membres de l'administration du temple en guise de rétribution. Le roi concède de son côté des terres aux dignitaires de son royaume, en échange de leurs services. Enfin, des champs sont donnés en fermage à des exploitants devant verser une redevance en orge et en argent correspondant à environ 1/3 de la récolte (gán-apin-la, « terre affermée »).
Les autres productions agricoles caractéristiques de la Basse-Mésopotamie poussent dans les palmeraies-jardins plantées aux abords des cours d'eau : les grands palmiers-dattiers sont essentiels car ils fournissent des dattes, leurs feuilles et troncs peuvent être utilisés par l'artisanat, tandis que sous leur ombrage les jardiniers font pousser divers fruits et légumes. Les marais sont exploités pour leurs roseaux et leurs poissons. Les espaces forestiers fournissent du bois, des arbres d'origine étrangère étant plantés en Basse Mésopotamie puisqu'un texte d'inventaire recense 25 000 pins dans les districts d'Umma, destinés selon les catégories au bâtiment et à la construction navale Il faut également prendre en compte les terrains de chasse. Tout cela fait l'objet d'une exploitation contre versement de redevances pour les organismes qui en ont le contrôle.
L'élevage est aussi une activité très importante, qui a laissé beaucoup de documentation écrite, concernant notamment la circulation du bétail. Les archives de Puzrish-Dagan relatives au système du bala montrent que les bêtes sorties des élevages des grands organismes peuvent transiter à travers tout le royaume. Il s'agit en grande majorité de moutons, mais également de chèvres et de bovins. Les entrées et sorties des bêtes des troupeaux sont comptabilisées scrupuleusement, ainsi que les éventuels accidents pouvant entraîner leur mort. Des personnes sont chargées de l'engraissement des jeunes bêtes, et des bergers s'occupent de faire paître les troupeaux. Les têtes de bétail représentent une source de richesse de premier ordre, qui circule entre les différentes maisonnées de l'empire : elles font l'objet de prélèvements au titre de taxation, de butin et de tribut, les notables offrent couramment des bêtes au roi et à des membres de la famille royale, tous les membres de l'élite dirigeante rivalisent d'offrandes d'animaux sacrificiels aux grands sanctuaires.

### Artisanat

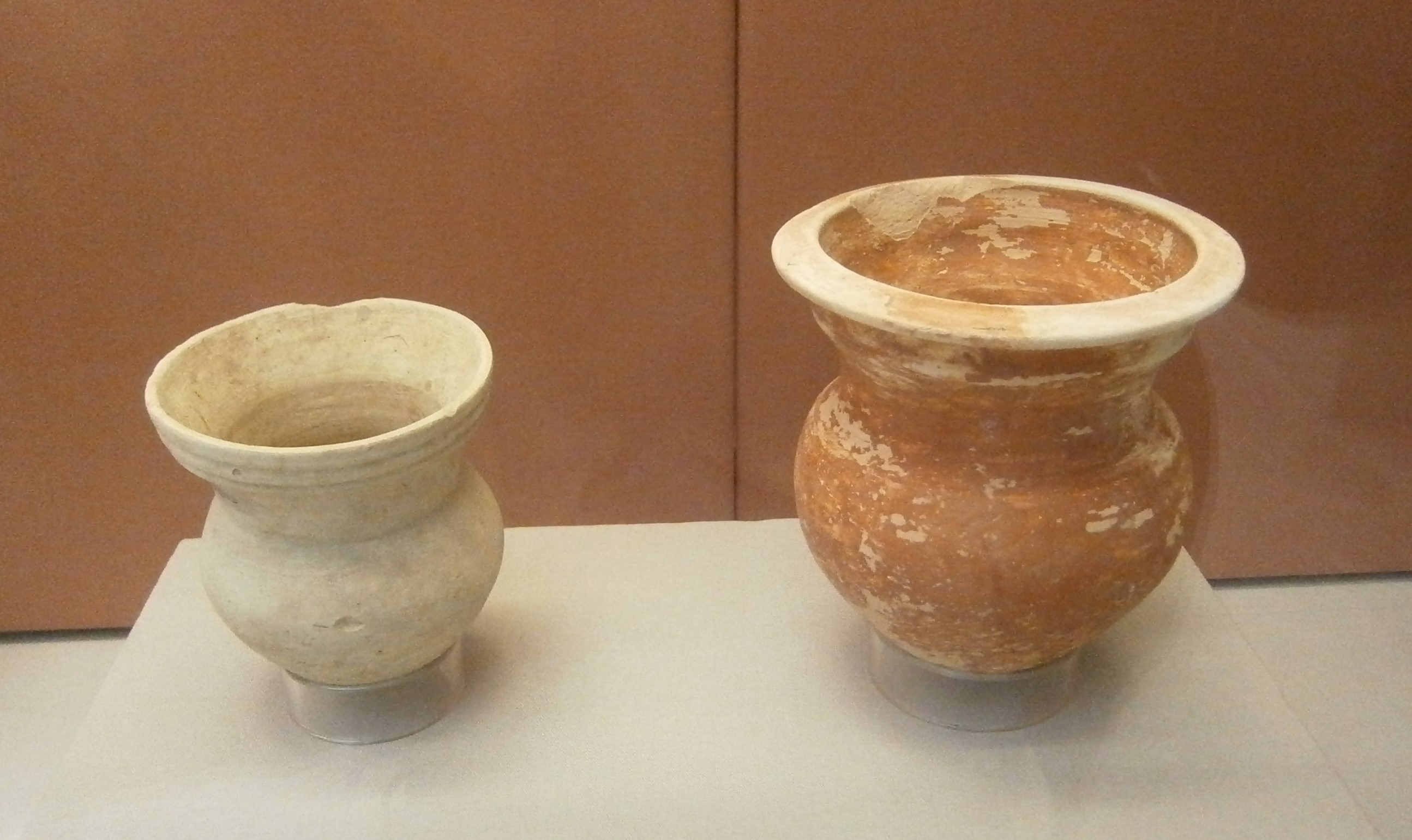
Poteries de la période d'Ur III. Ur, British Museum.

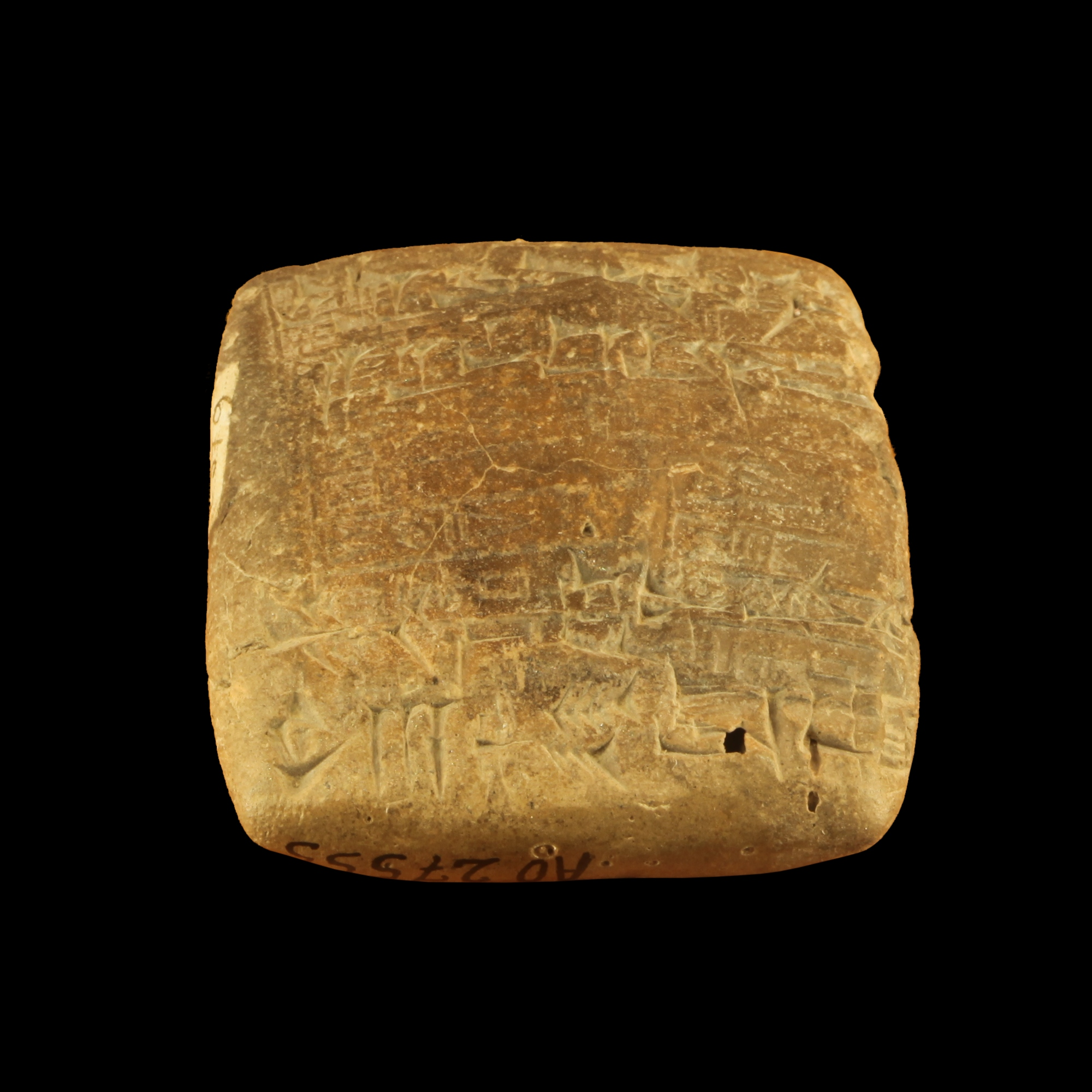
Reçu pour 13 costumes de laine de qualité ordinaire, c. 2038, musée des beaux-arts de Lyon.

Un artisanat domestique, consistant en des activités de transformation des produits aisément disponibles en Basse Mésopotamie, devait exister : travail de la laine et du lin, du roseau, de l'argile ou encore brassage de bière à partir de l'orge. Mais l'artisanat est surtout développé dans le cadre des grands organismes car ce sont ces institutions qui peuvent disposer d'une plus grande quantité de matières premières locales et surtout de celles non disponibles sur le sol mésopotamien, les métaux et les pierres. Elles sont aussi les seules capables d'investir dans des productions à grande échelle, utilisant des ouvriers très spécialisés et mobilisant des ressources importantes, par exemple la réalisation de grands bateaux ou d'outils en métal standardisés. En plus de cela, leurs domaines avaient besoin de nombreux artisans pour leur fonctionnement quotidien : des charpentiers, des potiers, des corroyeurs, des vanniers, etc. Les activités les mieux documentées sont donc celles qui ont lieu dans les ateliers d'État, qui sont gérés par des bureaux chargés de leur approvisionnement en matières premières, de l'organisation des tâches et la définition des objectifs de production, du contrôle et du stockage puis de la distribution des produits finis, ainsi que du recrutement et de la rémunération des artisans qui sont supervisés au jour le jour par des contremaîtres. Ces bureaux peuvent prendre en charge plusieurs groupes d'ateliers s'occupant d'activités diverses : un bureau de Girsu regroupe ainsi des sculpteurs, des orfèvres, des tailleurs de pierre, des menuisiers, des forgerons, des mégissiers, des tapissiers et des vanniers. Les artisans sont répartis en fonction du matériau qu'ils travaillent. Le textile est de loin l'activité la plus importante des ateliers institutionnels, comme en témoignent les 6 000 ouvriers de la province de Girsu gérés par un même bureau. Il s'agit surtout de femmes, travaillant en premier lieu la laine (le lin est également un tissu répandu). Les journées de travail, le type d'étoffes produites et le temps pris à les réaliser sont comptabilisés. Tous ces artisans sont rémunérés par des rations d'entretien, beaucoup étant des dépendants permanents des institutions.

### Échanges et commerce

Localisation des principaux sites et régions de la partie orientale du Moyen-Orient dans la seconde partie du

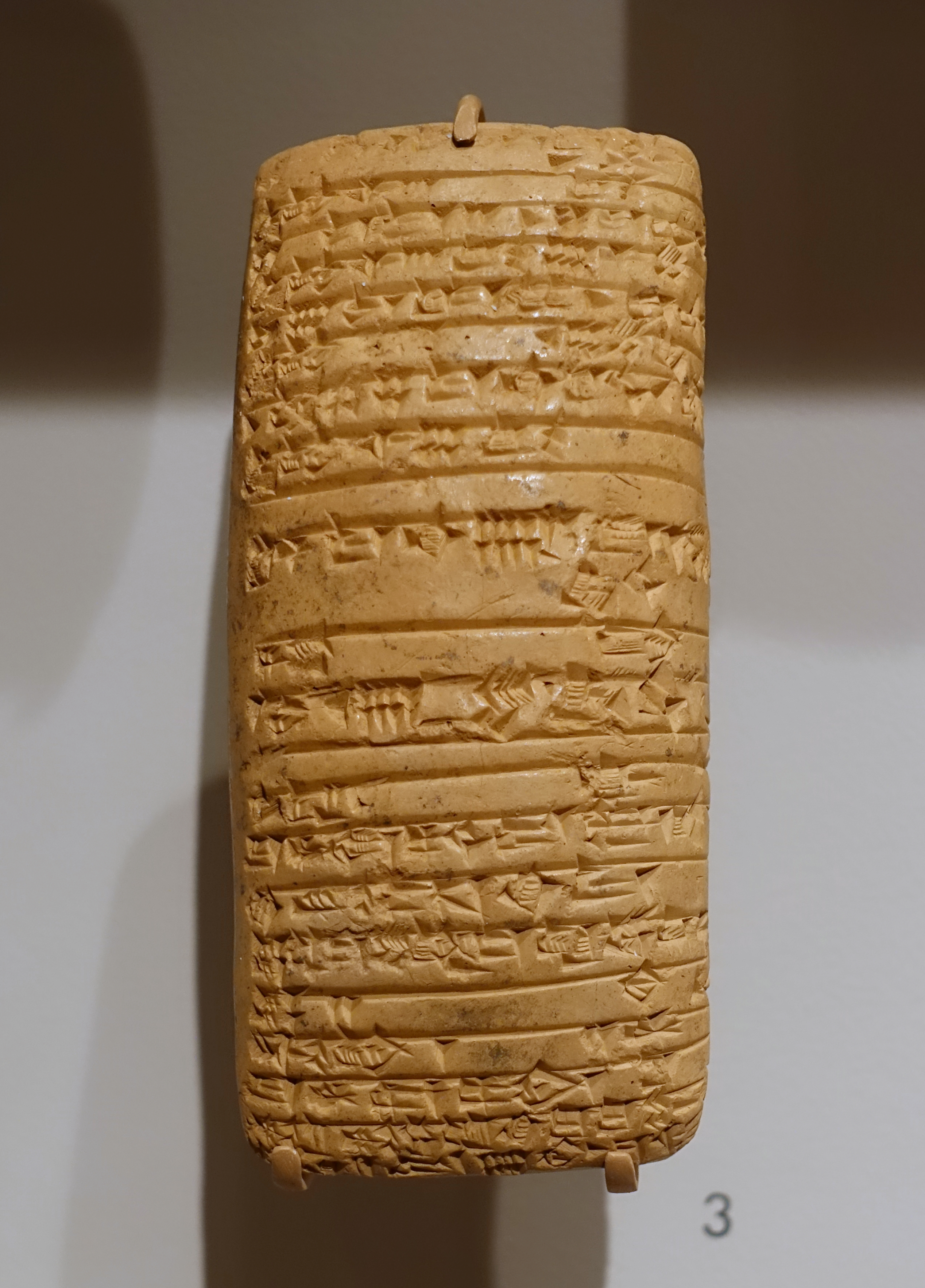
Tablette comptabilisant les biens écoulés par un marchand pour le compte d'une institution, règne de Shulgi. Harvard Semitic Museum.

Pour échanger des produits dont ils disposaient en surplus contre d'autres dont ils avaient besoin, les grands organismes avaient recours aux services d'intermédiaires, des marchands (dam-gàr). Ceux-ci étaient chargés de prendre en charge les surplus de l'institution pour les écouler contre d'autres produits, souvent des biens rares ou luxueux qu'il était impossible de se procurer autrement. Là encore, l'administration était très précise dans le contrôle des entrées et sorties de produits. Les marchands peuvent aussi servir à collecter des taxes pour les institutions, notamment dans le cadre du bala. Ils sont donc des partenaires indispensables pour la concentration des richesses autour de l'élite politique, sans faire eux-mêmes partie de cette élite. L'organisation et le financement des marchands semble fonctionner autour de groupes familiaux actifs à partir d'une ville d'implantation, avec des formes d'associations comme aux périodes suivantes. La possibilité que les marchands de l'époque aient exercé des activités à leur propre compte a longtemps été débattue, dans le cadre des questionnements sur l'existence d'un secteur privé et en l'absence de sources explicites sur ce point. Il paraît désormais acquis que des activités commerciales privées ont bien eu lieu,. Les marchands étaient même susceptibles d'agir en véritables « hommes d'affaires » pratiquant notamment le prêt à intérêt, qui est peut-être souvent vu par eux comme un moyen pour eux de récupérer des droits sur les terres et les hommes qui les exploitent en cas d'impayés.

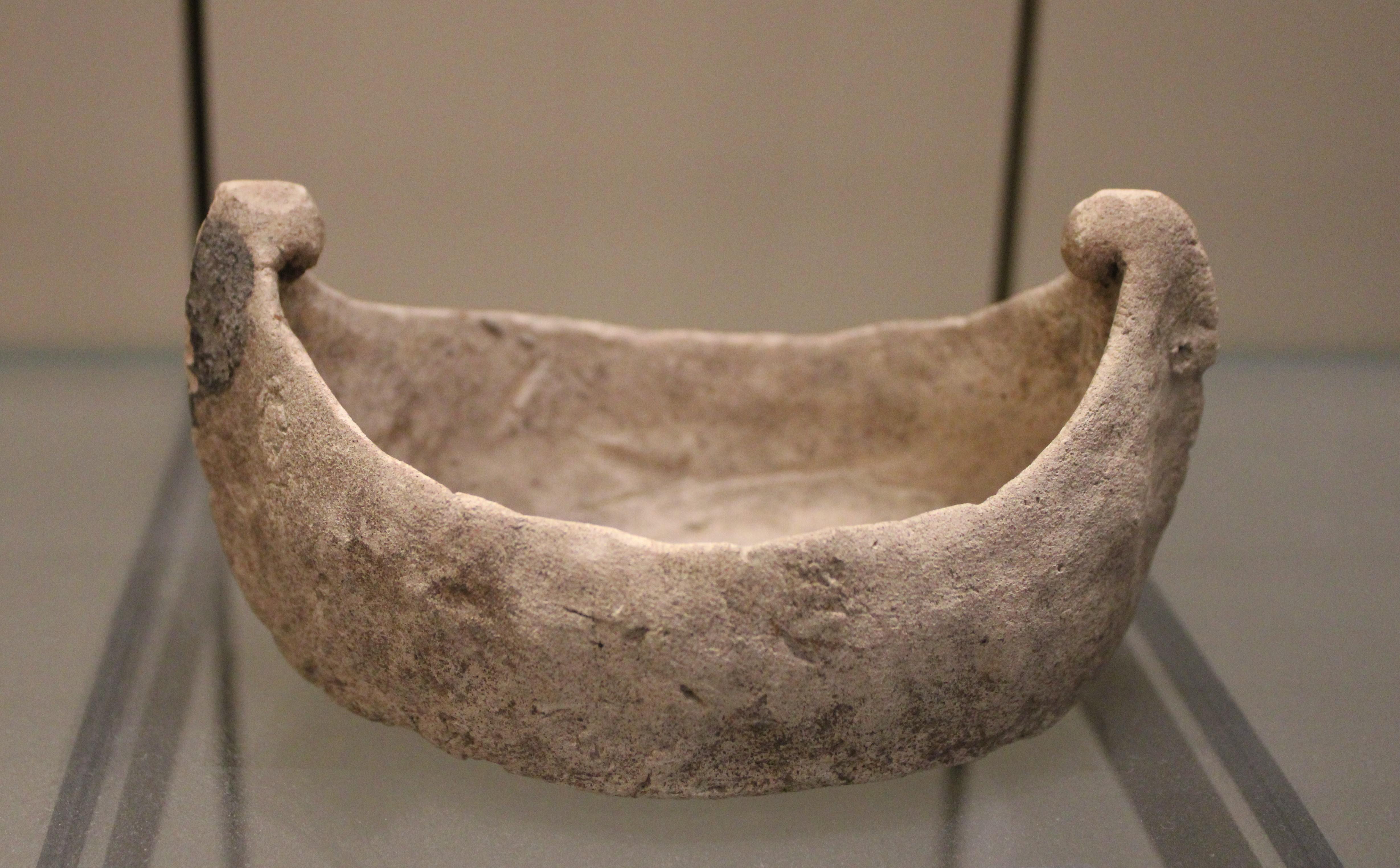
Modèle de bateau en terre cuite. Girsu, v. 2200-2000 av. J.-C. Musée du Louvre.

Le commerce à longue distance vers les régions voisines était essentiel pour la Basse-Mésopotamie qui manquait de métaux, de pierres et de bois d'œuvre de qualité. La période d'Ur III comme toute la seconde moitié du IIIe millénaire a été marquée par l'épanouissement des routes maritimes du golfe Persique : les Mésopotamiens obtenaient par cette voie le cuivre et la diorite de Magan (Oman) et la cornaline, le lapis-lazuli, l'ivoire, l'or et l'argent de Meluhha (la vallée de l'Indus où se développe alors la civilisation harappéenne). Le pays de Dilmun (Bahreïn) servait de lieu de transit. Cela assura la prospérité des provinces littorales d'Ur et de Girsu. Il est difficile de savoir ce que les marchands mésopotamiens échangeaient en retour : peut-être de l'orge et d'autres biens peu périssables comme de l'huile et de la laine, sans doute des étoffes. L'administration était capable de mobiliser des ressources importantes pour construire des bateaux de grande taille pour l'époque, certains atteignant une capacité d'environ 90 000 litres. Les ports des villes sumériennes occupaient une place incontournable dans les échanges, en raison de l'importance des voies d'eau pour les communications en Mésopotamie. Plusieurs ont été repérés lors de fouilles, notamment à Abu Tbeirah (un bassin d'environ 90 × 210 mètres). On trouve par endroits des chantiers navals appelés mar-sa, dédiés à la construction et l'entretien des bateaux et stockant les produits nécessaires à cette fin, sous la supervision d'administrateurs. D'autres voies commerciales importantes étaient terrestres, passant par la Susiane ou la Diyala en direction du plateau Iranien et de ses richesses minérales, ou encore vers la Haute Mésopotamie et la Syrie par où parvenaient d'autres métaux et pierres ainsi que du bois de qualité.

### Prélèvements et redistribution
Les organismes faisant partie de l’État d'Ur peuvent donc disposer de ressources par des moyens divers : les productions de leurs terres en régie directe, les prélèvements sur leurs terres en régie indirecte, les productions de leurs ateliers, bois, marécages, pêches, le recours aux services de marchands. Leur force de travail s'appuie sur leurs dépendants et des corvéables. Ce système implique que de tels organismes puissent largement fonctionner en autosuffisance au niveau local, en mobilisant leurs ressources pour rémunérer leurs agents et travailleurs (rations) et fournir leurs ateliers, et en s'approvisionnant pour les besoins supplémentaires en écoulant certaines ressources par le biais des marchands.
Trônant au sommet de la hiérarchie des « maisons » qui constituent le royaume, le pouvoir royal s'arroge la part du lion et soumet, à l'échelle de l'empire, les territoires et populations à plusieurs prélèvements. Le système appelé bala (« cycle » ou « tour de rôle »), d'après un terme revenant très souvent dans les textes de dépenses et de livraisons, a été très étudié, à défaut d'être complètement compris. Les reconstitutions découlent en grande partie des propositions de P. Steinkeller. C'est un système de taxation et de redistribution impliquant les provinces centrales, qui doivent chacune à tour de rôle fournir des produits à l’État central. La plupart contribuent sur une durée d'un mois, mais les riches provinces de Girsu et d'Umma contribuent deux ou trois mois dans l'année. Les produits semblent exigés en fonction des spécialités de certaines régions : Girsu fournit ainsi une grande quantité de grains, Umma des roseaux, du bois, du cuir. Les produits fournis sont employés en priorité pour les dépenses de la maison royale et des sanctuaires, et peuvent être réaffectés vers d'autres provinces, instaurant un système de circulation des produits à l'échelle du royaume. D'autres fois des provinces envoient des travailleurs dans d'autres au titre de ces mêmes obligations. Ce système a été limité dans le temps puisqu'il a été en place du règne de Shulgi jusqu'au début de celui d'Ibbi-Sîn. Il a assuré pour un temps un processus de redistribution des richesses à grande échelle dans le royaume, témoignage de la volonté d'organisation économique poussée des rois d'Ur.
Les provinces périphériques fournissent quant à elles un tribut (gún-mada). D'autres taxes sont attestées par les textes, comme celle appelée mašdaria versée par les hauts dignitaires et gouverneurs provinciaux, généralement en argent. Plusieurs textes indiquent aussi que des membres des élites offraient régulièrement du bétail à la famille royale, en signe d'allégeance. Il faut également prendre en compte le butin levé lors des campagnes militaires, qui a pu être important lors de l'apogée de l'empire, et le fait que les conquêtes orientales se sont effectuées vers des régions de pâture et des routes commerciales actives, donc avec aussi une volonté d'accéder à des ressources. De plus, en prenant en considération les lourdes dépenses qu'elle génère, la guerre est une donnée incontournable dans l'économie du royaume.
Les archives de Puzrish-Dagan occupent une place centrale dans les discussions sur l'organisation des prélèvements et des redistributions de richesses dans le royaume d'Ur à son apogée. Cette ville située près de Nippur devient à la fin du règne de Shulgi un centre administratif de premier plan, et cette situation dure jusqu'au début du règne d'Ibbi-Sîn, soit 26 ans. L'essentiel des tablettes provenant de ce site documentent l'activité d'une organisation, subdivisée en plusieurs bureaux, avec des « succursales » dans d'autres villes, chapeautée par un bureau central, qui organise la circulation de bétail à une grande échelle, et peut ainsi gérer le transfert de quelque 70 000 ovins durant une année. Ces bêtes sont fournies par les divers systèmes de prélèvements évoqués ci-dessus, y compris les dons de personnages importants, puis redirigés vers divers personnages éminents, ou des sanctuaires pour y être sacrifiés, ou bien vers d'autres provinces, ou abattus sur place pour l'alimentation et leurs produits secondaires, notamment le cuir, travaillé dans des ateliers de Puzrish-Dagan. Il a aussi été souligné que les bénéficiaires des livraisons sont souvent des membres de la famille royale ou de l'élite, ou des dignitaires et des ambassadeurs étrangers.
Pour faire fonctionner ce système, l’État s'appuie sur des groupes de serviteurs, qui peuvent être des administrateurs de domaines, des militaires, des messagers, des marchands. Les élites du royaume étaient, après la famille royale et les dieux, les principaux bénéficiaires du système de redistribution des richesses à l'échelle du royaume, alors qu'ils en sont aussi d'un autre côté d'importants contributeurs, les liant ainsi au pouvoir royal et à la gestion de l'empire et de ses ressources. Cela confirmerait en fin de compte l'aspect personnel et patrimonial de l'exercice du pouvoir par les rois d'Ur, plutôt que l'existence d'un système bureaucratique reposant sur des institutions centralisées.

## Aspects culturels
Comme souvent pour l'histoire mésopotamienne, les aspects culturels de la période de la troisième dynastie d'Ur sont limités au monde des élites, à savoir la cour royale, les temples et les cadres de l'administration. L'absence de fouilles de résidences pour cette époque empêche d'en savoir plus. D'une manière générale, les traces artistiques de cette époque sont ténues : l'art est très peu attesté en dehors de la glyptique, la littérature est surtout reconstituée par des textes copiés par la suite dont on suppose qu'ils ont été rédigés sous les rois d'Ur. Les connaissances sur l'archéologie et les pratiques religieuses sont un peu plus consistantes. Il en ressort le poids écrasant de la figure royale, de son lien avec le monde divin, et également des traditions sumériennes, même s'il faut rejeter l'idée d'une « renaissance sumérienne » à cette période. Les aspects culturels de la période d'Ur III ont servi de modèle durant les dynasties amorrites qui ont pris sa suite, assurant leur préservation.

### Une «Renaissance sumérienne»?
La période qui inclut la troisième dynastie d'Ur et aussi la seconde dynastie de Lagash (représentée avant tout par le règne de Gudea) a été caractérisée par le passé comme une « Renaissance sumérienne » ou une « période néo-sumérienne », sur la base d'une lecture nationaliste et ethnique de l'histoire antique : les Sumériens auraient perdu le pouvoir sous la dynastie d'Akkad, sémite (« akkadienne »), et les rois d'Ur III marquent leur retour au pouvoir avant leur disparition définitive. Cette grille de lecture a été abandonnée depuis longtemps, et il est couramment reconnu qu'on ne peut pas vraiment déceler d'oppositions, et à plus forte raison de tensions, entre Sumériens et Akkadiens dans les derniers siècles du IIIe millénaire,,.
Les rois d'Ur III ont certes utilisé la langue sumérienne comme langue administrative et surtout littéraire, mais celle-ci tend alors à ne plus être une langue vernaculaire sous leur domination, comme l'illustre le fait que les trois derniers rois d'Ur III aient des noms en akkadien. La date de disparition du sumérien parlé est controversée : certains pensent qu'il a déjà disparu ou achève de disparaître à cette période, d'autres pensent qu'il existe encore et disparaît dans les premiers siècles du IIe millénaire. Quoi qu'il en soit, le sumérien est alors consacré comme langue littéraire, ce qu'il reste durant les siècles suivants, comme le latin dans l'Europe médiévale. Cette affirmation peut à la rigueur être liée à la primauté qu'exercent les centres scribaux des cités sumériennes à cette période sous la protection des rois, en premier lieu leurs capitales Nippur et Ur.
Pour le reste, l'art, la littérature et l'idéologie des rois d'Ur III ne révèlent pas de rejet de l'héritage des rois d'Akkad, mais au contraire ils s'ancrent dans leur continuité en les intégrant dans leur tradition historiographique comme étant leurs prédécesseurs. Après un règne d'Ur-Namma marqué par une reprise des traditions anciennes, sans doute par souci de légitimation du fait des conditions de sa prise de pouvoir, les rois suivants accomplissent des changements plus profonds dans l'idéologie royale, en se faisant diviniser (comme les rois d'Akkad avant eux) et mettre en avant dans plusieurs pièces littéraires et dans l'art, ce qui est la caractéristique la plus marquante de la culture des élites de cette période.

### Culte religieux

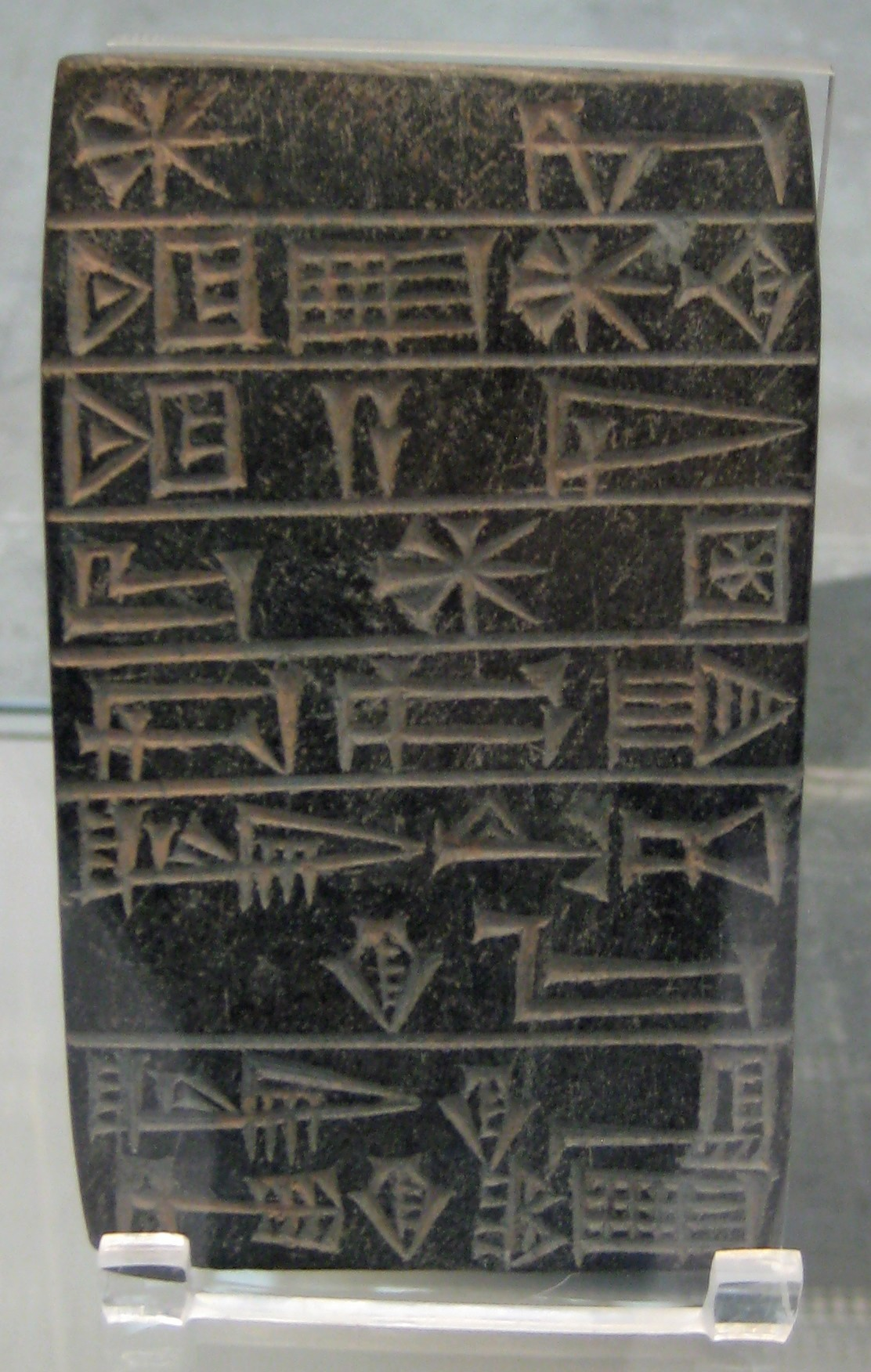
Inscription d'Ur-Namma commémorant la reconstruction de l'Eanna d'Uruk, le grand temple de la déesse Inanna et un des principaux sanctuaires du pays de Sumer, British Museum. Texte : « Pour la déesse Inanna, Dame de l'Eanna, sa dame, Ur-Namma, mâle puissant, roi d'Ur, roi des pays de Sumer et d'Akkad, a construit et restauré son temple pour elle. »

Le centre du royaume d'Ur était dominé par de grandes villes qui étaient les lieux de culte majeurs des grands dieux du royaume : Enlil, le roi des dieux et dieu du vent, vénéré à Nippur dans son temple l'É-kur ; son frère Enki, dieu des eaux souterraines abyssales, de la sagesse et de la magie, dans l'É-abzu (« Maison de l'Abîme ») d'Eridu ; son fils le dieu-lune Nanna était la divinité tutélaire d'Ur où se trouvait son grand temple l'É-kišnugal (« Maison de la grande lumière ») ; la fille de ce dernier, la grande déesse Inanna, l'étoile du matin et déesse de l'amour et de la guerre, avait son lieu de culte principal à Uruk, dans l'É-anna (« Maison du Ciel »), ville où le père des dieux Anu était également vénéré ; le dieu-soleil Utu, autre rejeton du dieu-lune, avait deux centres cultuels majeurs, Larsa et Sippar, où ses temples étaient nommés É-babbar (« Maison brillante »). Une foule de divinités plus ou moins importantes était également vénérée en Basse Mésopotamie, notamment parmi les sortes de « cours » entourant les grands dieux et disposant de chapelles dans leurs temples. Certaines étaient originaires de régions étrangères, l'assimilation d'influences extérieures étant permanente : c'est le cas de certaines divinités d'origine hourrite à cette période. Une des particularités de la période d'Ur est la divinisation des rois déjà évoquée, qui s'est faite à partir de Shulgi et dont les implications théologiques exactes sont discutées, mais qui a abouti en tout cas à l'existence d'un culte destiné aux souverains de leur vivant, avec la réalisation de statues de culte des rois divinisés, l'accomplissement de sacrifices et de fêtes en leur honneur et l'érection de plusieurs lieux de culte comme le temple de Shu-Sîn fouillé à Eshnunna. Si on suit W. W. Hallo, c'est sous l'effet de ces changements que se produiraient alors une évolution importante des rituels de culte aux dieux, avec l'apparition des statues de culte, non attestées avec certitude pour les périodes précédentes. Alors que le roi reprend des attributs des dieux, les dieux sont encore plus humanisés, les statues étant considérées comme vivantes, manifestant leur présence réelle dans leur demeure terrestre qu'est leur temple.

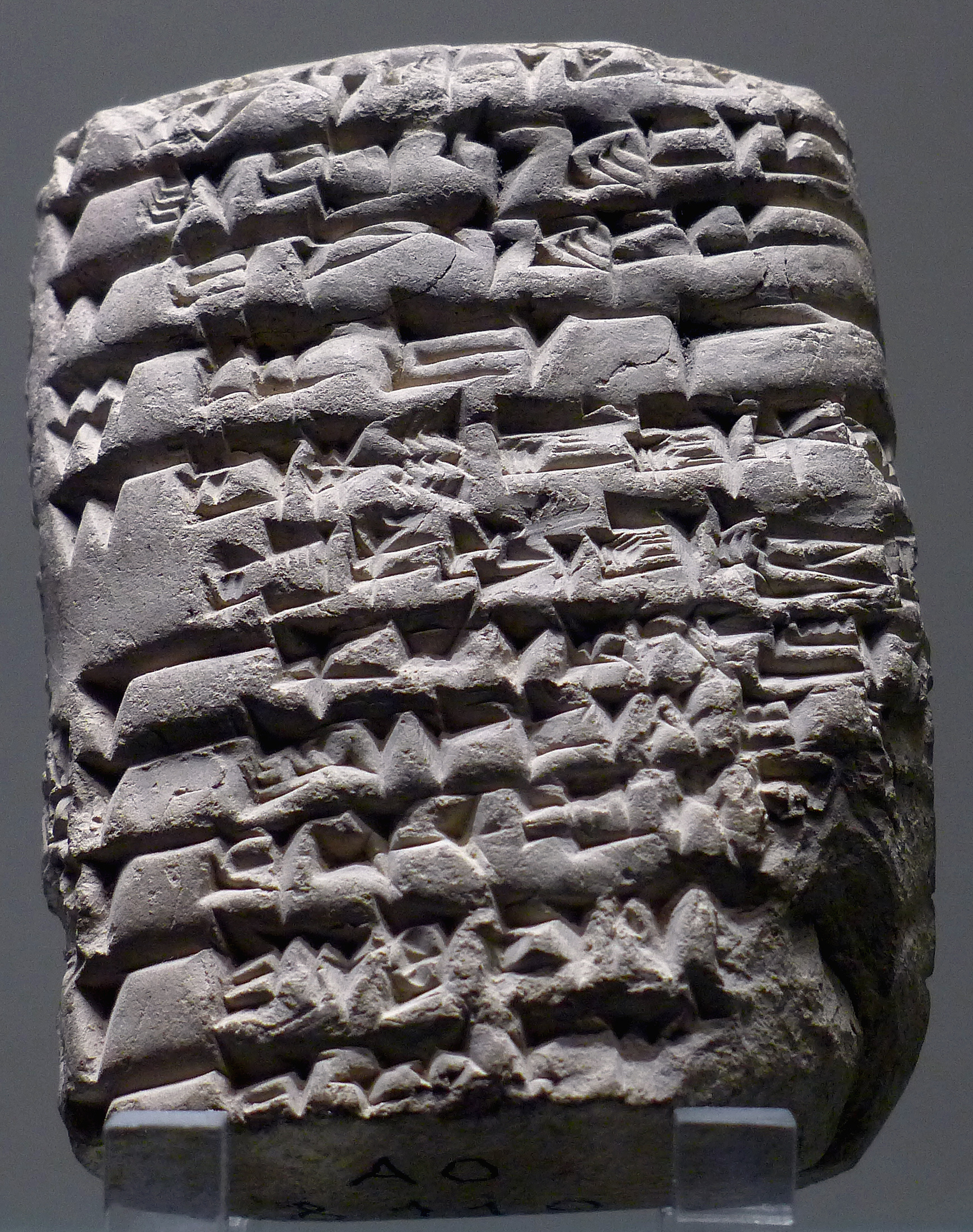
Tablette listant les objets (mobilier et denrées) appartenant au trésor d'un temple. Musée du Louvre.

Les rois étaient les principaux acteurs du culte, puisqu'ils ont constamment construit et restauré de nombreux temples et les ont pourvus en offrandes somptueuses : mobilier divin comme des trônes, ou des moyens de transport comme des chariots ou des bateaux. Ces actes furent jugés dignes de figurer dans leurs noms d'années aux côtés de leurs exploits militaires. Les monarques participaient également à certains rituels importants. Ils étaient assistés dans cette tâche par les membres de la famille royale, notamment leurs épouses et leurs fils et filles qui furent intronisés grands prêtres ou grandes prêtresses de plusieurs sanctuaires importants (Ur, Uruk, etc.). À l'échelle provinciale, les gouverneurs reprenaient également ces attributions : ils érigeaient des temples et organisaient le culte, participaient aux côtés de leur propre famille aux rituels majeurs. Les biens nécessaires pour le culte courant et l'entretien du personnel du clergé prenant en charge le culte étaient financés sur les domaines des temples, qui étaient capables de produire eux-mêmes la majeure partie de ce dont ils avaient besoin sur leurs champs ou leurs ateliers et se procuraient le reste par le commerce ou des dons.
Le calendrier cultuel des différentes villes était émaillé de nombreuses fêtes (ezen) dédiées aux dieux, qui se déroulaient généralement à des intervalles réguliers (tous les jours, plusieurs fois par mois ou une seule fois par an). Les plus importantes réunissaient les grands personnages du royaume ainsi que des émissaires étrangers. Certaines fêtes suivaient le cycle des saisons, ou celui des astres, d'autres avaient une symbolique funéraire ou bien étaient liées à la royauté ou aux familles des gouverneurs provinciaux, etc. Parmi les plus importantes figurent des fêtes liées au cycle lunaire qui ont lieu trois fois par mois (èš-èš), la fête akiti (akitu(m) en akkadien) dédiée au dieu Nanna, qui avait lieu lors des équinoxes, la fête du bateau céleste (ezem-má-an-na) dédiée à Inanna à Uruk, différents rituels de voyages divins comme celui qui voyait la statue de la déesse Ninlil voyager sur sa barque sacrée de Nippur à Tummal, très important sous le règne de Shulgi, la grande fête d'Inanna de Nippur qui avait lieu lors du sixième mois de l'année, etc. Avec l'introduction du culte royal des fêtes dédiées à Shulgi sont mises en place dans plusieurs villes dès le règne de celui-ci, où elles servent à nommer le mois durant lequel elles se déroulent (privilège réservé aux fêtes majeures), et par la suite le même phénomène se répète avec d'autres rois. Le thème littéraire du « mariage sacré », commémorant l'union de la déesse Inanna et du Dumuzi auquel se substituait le roi, pourrait avoir été lié à un rituel d'Uruk, dont l'existence reste à démontrer.

### Belles-lettres
« Époux, laisse-moi te caresser :

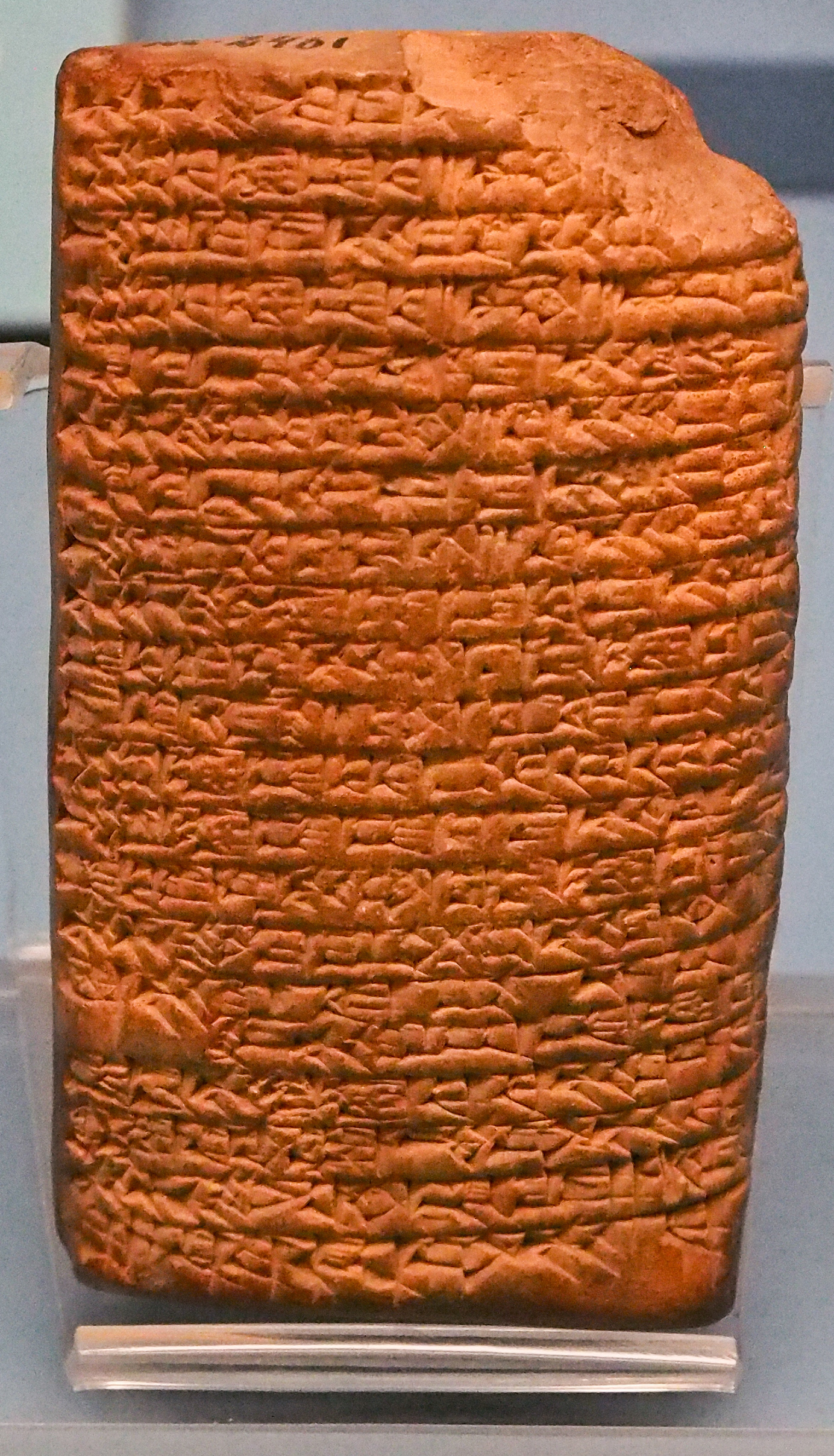
Tablette d'un chant d'amour au roi Shu-Sîn. Nippur, Musée archéologique d'Istanbul.

Ma caresse amoureuse est plus suave que le miel.

Dans la chambre, remplie de miel,

Laisse-nous jouir de ton éclatante beauté.

Lion, laisse-moi te caresser :

Ma caresse amoureuse est plus suave que le miel.
 
…
Ton âme, je sais comment égayer ton âme :

Époux, dors dans notre maison jusqu'à l'aube.

Ton cœur, je sais comment réjouir ton cœur :

Lion, dormons dans notre maison jusqu'à l'aube.
Toi, puisque tu m'aimes,

Donne-moi, je t'en prie, tes caresses.

Mon seigneur dieu, mon seigneur protecteur,

Mon Shu-Sîn qui réjouit le cœur d'Enlil,

La période d'Ur III a vu la mise par écrit de nombreux textes littéraires en sumérien, la langue littéraire et administrative dominante, même si elle est alors en déclin en tant que langue vernaculaire. Les inscriptions royales et textes relevant des « belles-lettres » ou les rituels ont donc été quasi exclusivement rédigés en sumérien. Cet épanouissement fut grandement impulsé par le pouvoir royal, notamment Shulgi qui patronna la création d'une institution scolaire (l'é-dubba, souvent traduit par « maison des tablettes ») et donc la réforme de la formation des scribes. Cela explique la forte coloration politique des œuvres littéraires, qui sont le produit d'une « littérature de cour ». Les hymnes à la gloire de ce roi le présentent comme un brillant lettré et proclament sa volonté que le genre hymnique soit très répandu dans les temples. Cependant, les versions que l'on connaît des œuvres datables du temps des rois d'Ur sont des copies du XVIIIe siècle provenant en majorité de Nippur (centre culturel majeur et vraisemblablement le lieu d'origine de nombre de ces pièces littéraires), rédigées dans un contexte scolaire (les textes faisant références aux rois d'Ur ayant acquis le statut de modèles pour l'apprentissage du sumérien) et il est donc difficile de reconstituer avec précision l'histoire littéraire de cette période. Il n'empêche qu'on peut dégager quelques tendances marquantes,.
Le genre qui paraît le plus en vogue à cette époque est donc celui des hymnes, dédiés à des divinités, des rois ou bien des temples et des villes. Les hymnes royaux sont les plus importants, mettant en avant les qualités remarquables du roi glorifié, commémorant ses réalisations religieuses et ses exploits militaires, ainsi que son intelligence et son charisme. Un groupe d'hymnes d'amour à connotation érotique, notamment dédiés à Shu-Sîn et au couple divin Dumuzi-Inanna, est lié au thème du mariage sacré. Le genre hymnique se divise en plusieurs sous-genres, par exemple les balbale qui ont la forme de dialogues.
La littérature à caractère historiographique a également pour sujet majeur la royauté. Plusieurs récits sont rédigés pour expliquer la gloire et la chute des prédécesseurs des rois d'Ur, les rois d'Akkad. La Malédiction d'Akkad met ainsi en scène Naram-Sîn, présenté comme le dernier roi de cette dynastie alors qu'il a eu plusieurs successeurs, et attribue sa chute à son impiété envers le roi des dieux Enlil, qui fait et défait les dynasties suivant sa volonté. Cette vision historiographique classique de la civilisation mésopotamienne ressort également de la Liste royale sumérienne, dont le plus ancien exemplaire connu date de cette période. Elle propose une reconstruction en large partie fictionnelle de dynasties passées ayant exercé la royauté avant de la perdre au profit d'une autre.
La littérature épique a connu une floraison avec la mise par écrit de plusieurs récits une nouvelle fois liés à la dynastie royale, les mythes relatifs aux exploits de trois rois semi-légendaires d'Uruk : Enmerkar, Lugalbanda et Gilgamesh. Les rois d'Ur III, dont la dynastie était originaire d'Uruk, se présentaient en effet comme les descendants de ces héros passés. Ur-Namma et Shulgi se disaient même « frères » de Gilgamesh dans certaines inscriptions, puisqu'ils se voulaient descendants des parents de ce dernier dont la déesse Ninsun. D'autres textes pouvant dater de cette période relèvent du genre des « sagesses », qui se placent au niveau des simples mortels, comme la Lettre de Lu-dingirra à sa mère, dans laquelle un homme exprime son amour filial à sa mère dont il est éloigné, ou Un homme et son dieu, plainte d'un homme envers son dieu personnel pour avoir été accablé de malheur injustement, première variation connue sur le thème du « juste souffrant » qui culmine dans le Livre de Job.

### Art

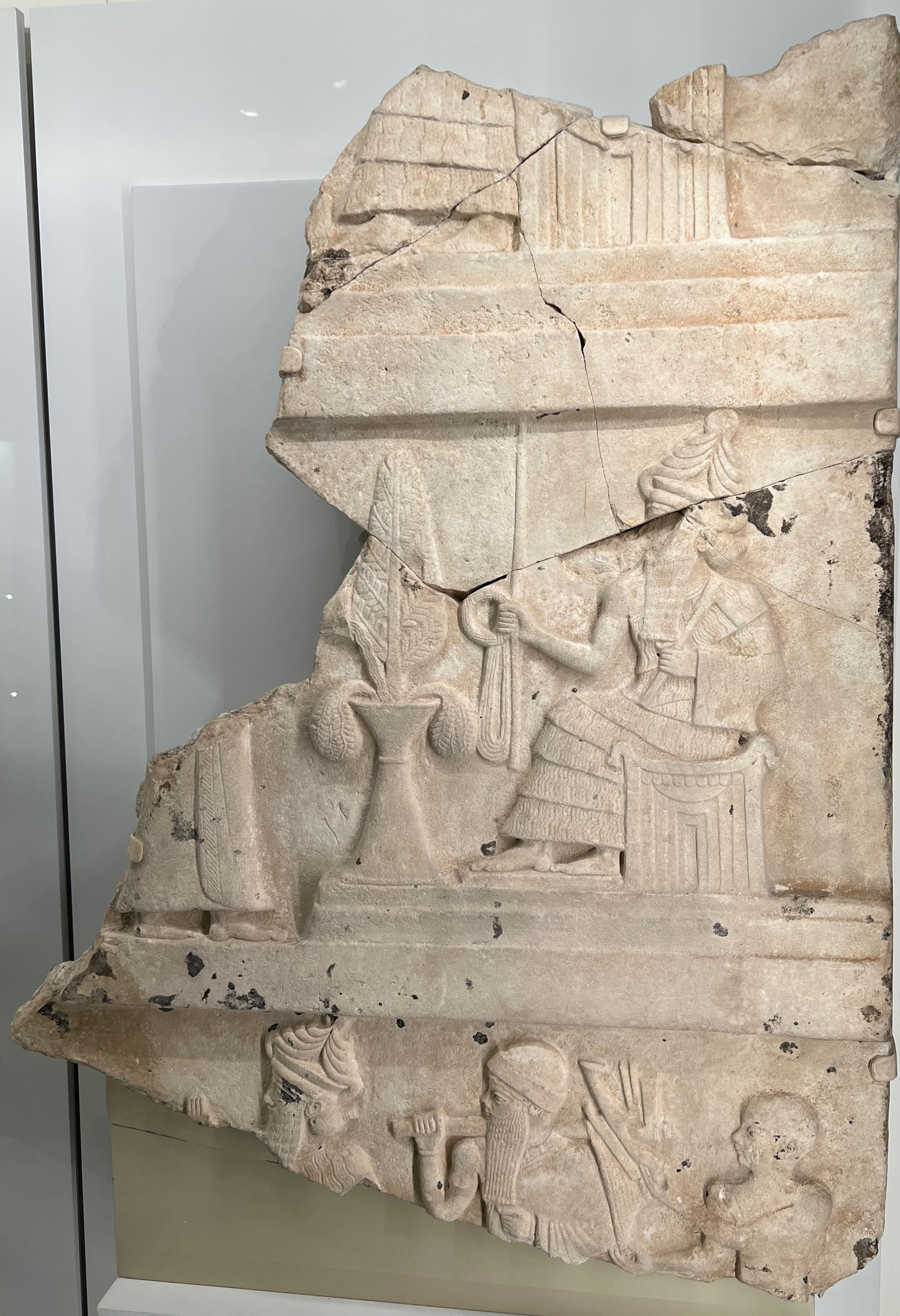
Fragment de la stèle d'Ur-Namma provenant d'Ur. Penn Museum.

La période de la troisième dynastie d'Ur est considérée comme assez peu marquante sur le plan artistique. Peu d'œuvres de premier plan nous sont parvenues de cette époque, comparé à la floraison artistique de Lagash sous le patronage de Gudea qui précéda de peu l'avènement des rois d'Ur (ou en est contemporaine). L'art restait fortement inspiré par la tradition des périodes précédentes, et on n'y retrouve pas l'originalité des œuvres littéraires contemporaines.
Le règne d'Ur-Namma est le mieux documenté. C'est sans doute de cette période qu'il faut dater la Stèle d'Ur-Namma en calcaire brun-rose, retrouvée dans le sanctuaire d'Ur en état très fragmentaire, rendant sa reconstitution problématique. Les bas-reliefs restant témoignent néanmoins d'une grande finesse d'exécution. Les deux faces de la stèle étaient chacune divisées en cinq registres horizontaux présentant une vision classique du rôle cultuel du roi et ses rapports aux dieux : hommage à des divinités assises sur des trônes, scènes de festivités et construction d'un temple pour ce qui est lisible. Une autre stèle, retrouvée à Suse (où elle a été amenée en butin) représente aussi Ur-Namma dans un contexte cultuel.
Ce règne a également vu l'élaboration de cônes de fondation anthropomorphes, en alliage cuivreux, représentant le roi en train de soulever au-dessus de sa tête une corbeille à briques, symbolisant sa fonction de roi-bâtisseur, et portaient une inscription célébrant la restauration ou la construction d'un édifice sacré. Ce type d'objet est courant sous le règne de Shulgi.  Ils étaient enterrés sous les édifices dont ils commémoraient la restauration, souvent en association avec une tablette de fondation.

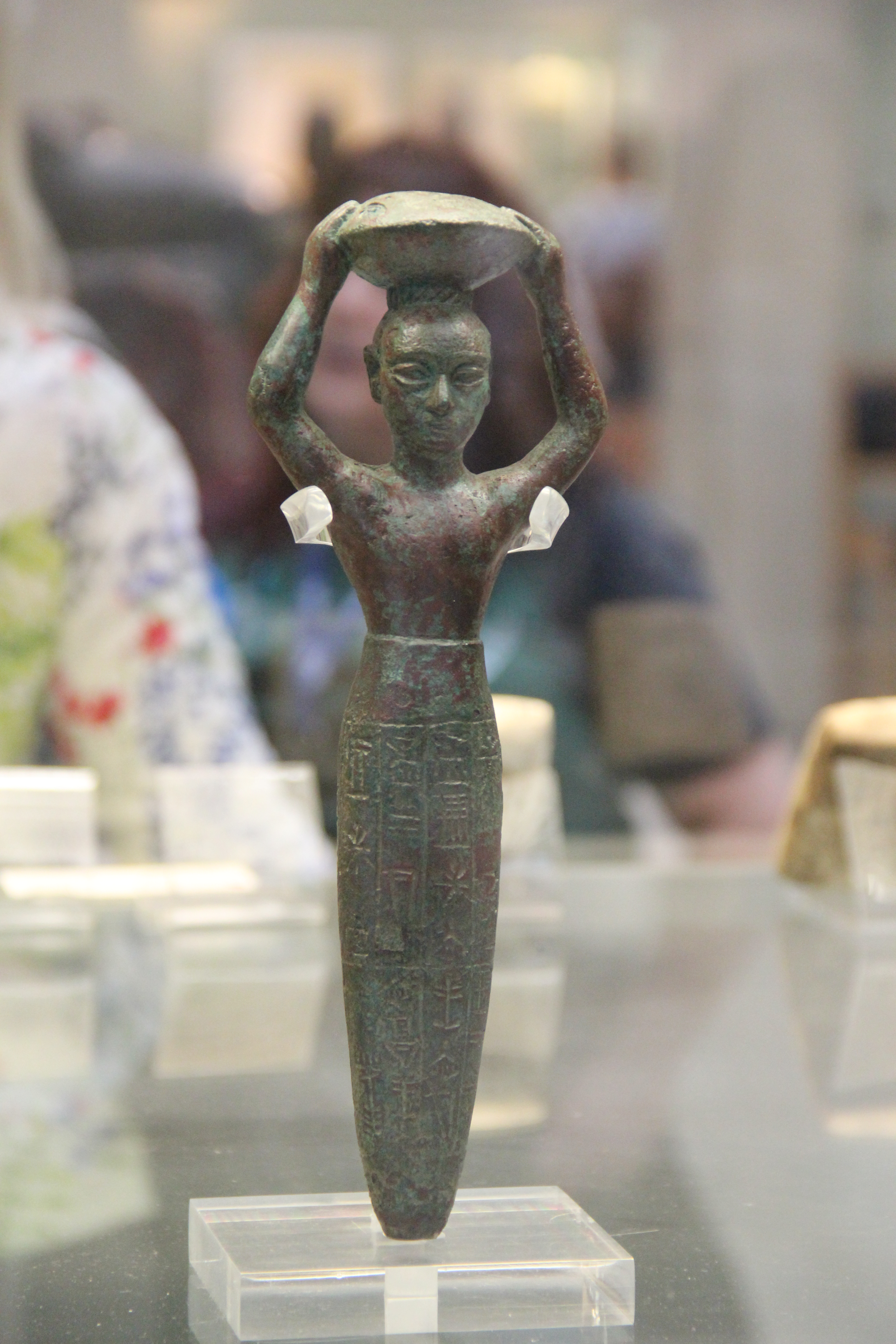
Figurine de fondation d'Ur-Namma portant un panier à briques, commémorant la restauration du temple d'Inanna à Uruk. British Museum.
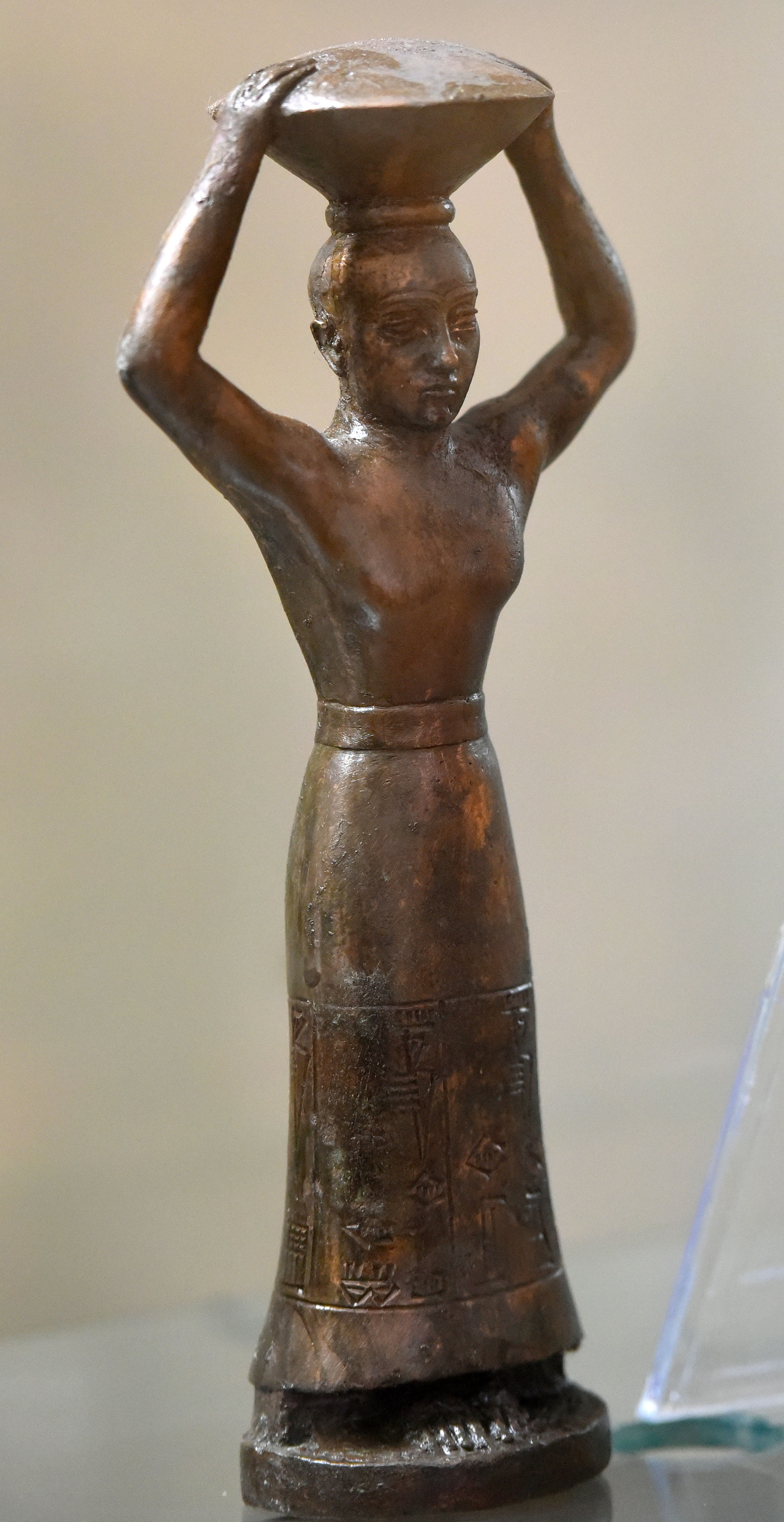
Figurine de fondation de Ur-Namma, commémorant la restauration du temple d'Enlil à Nippur. Musée national d'Irak.
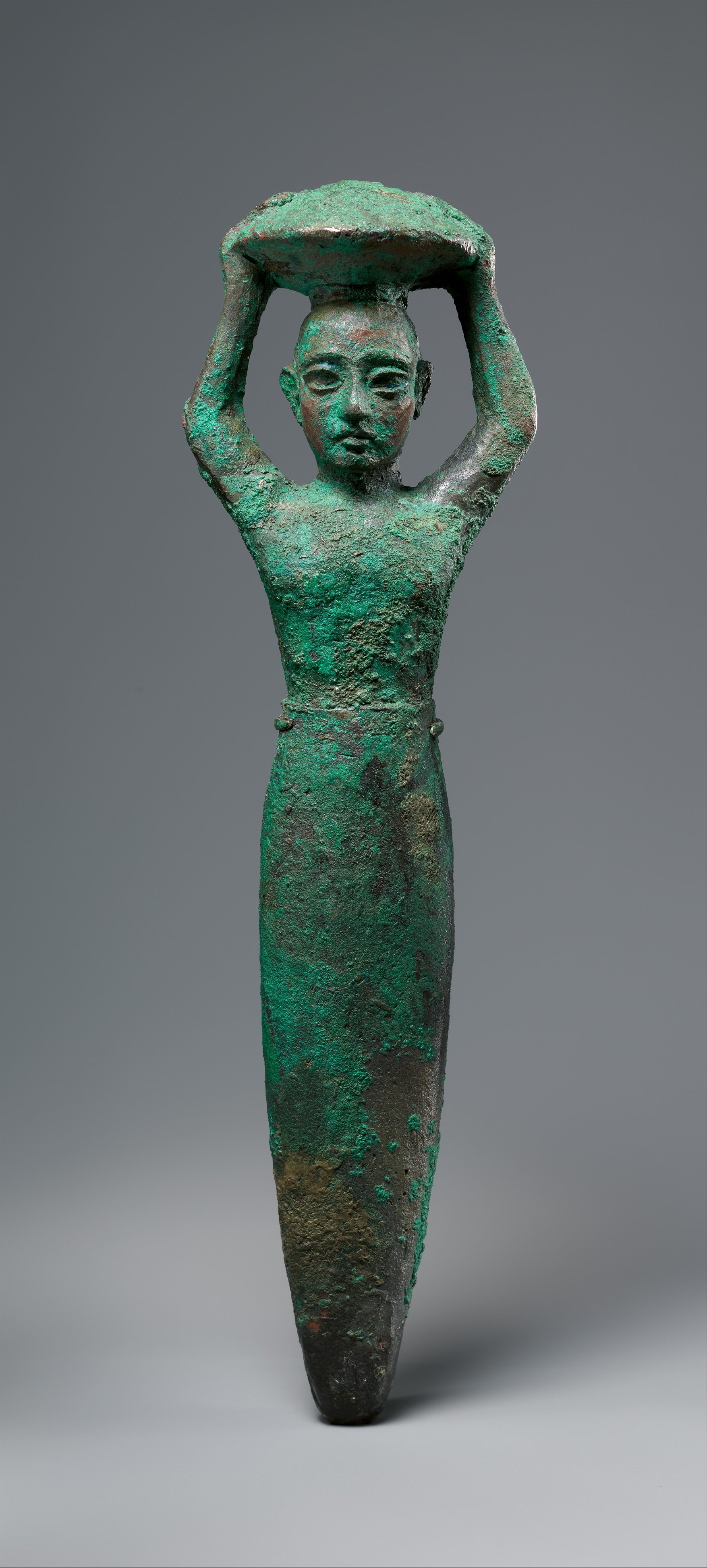
Figurine de fondation de Shulgi, commémorant la restauration du temple d'Inanna à Nippur. Metropolitan Museum of Art.
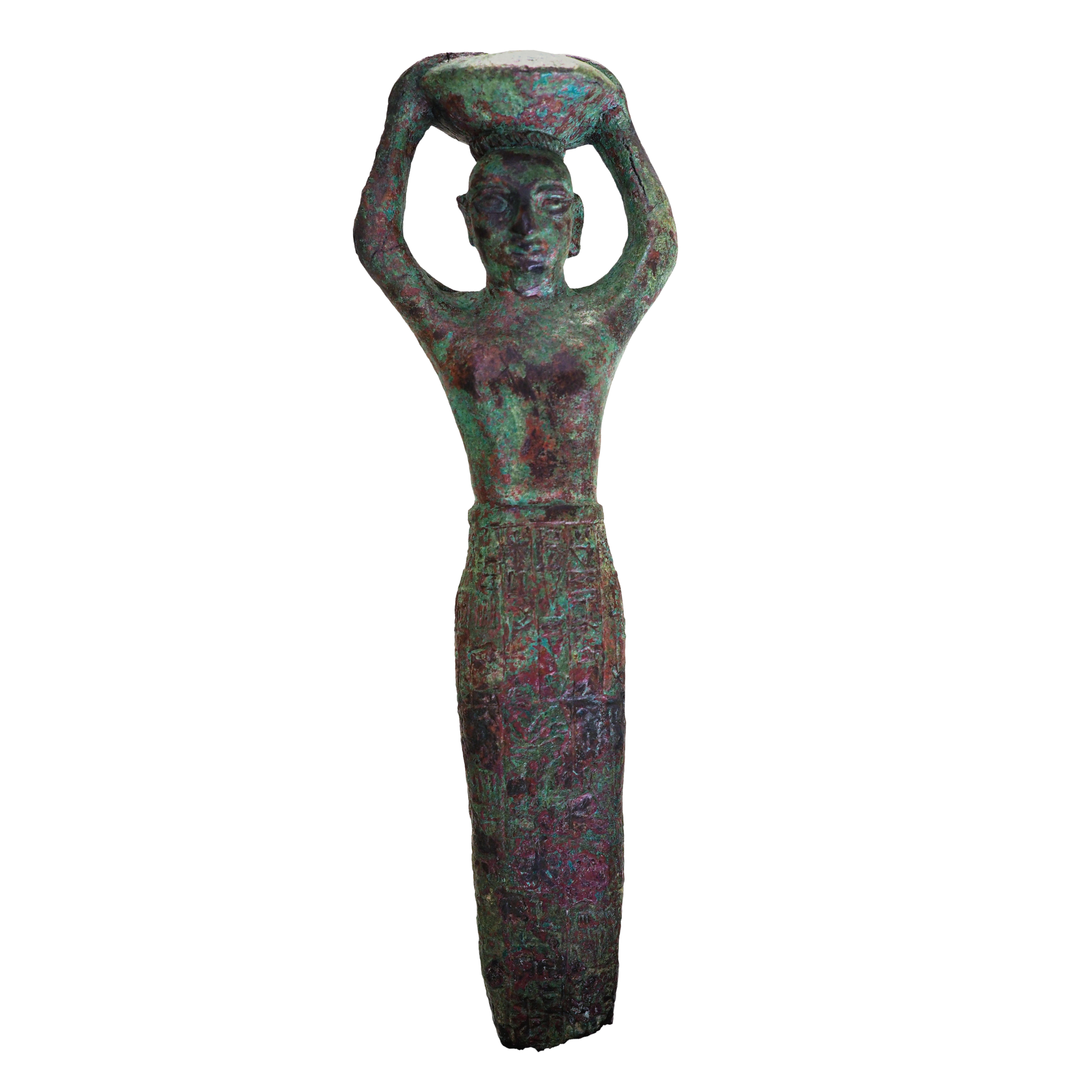
Figurine de fondation d'Amar-Sîn. Musée du Louvre.

On dispose aussi de quelques statues datées de la période néo-sumérienne qui ont sans doute été réalisées à la troisième dynastie d'Ur. Une statue en diorite, elle aussi retrouvée à Suse et originaire d'Eshnunna, représente un roi barbu assis sur un trône. Le style des statues de cette époque est très proche de celui de celles retrouvées à Girsu datant du règne de Gudea. Mais très peu de représentations royales de la période proviennent de monuments sculptés, la plupart figurant sur des sceaux-cylindres.
La glyptique de l'époque d'Ur III est caractérisée par des scènes dites « de présentation » : le détenteur du sceau-cylindre, généralement un fonctionnaire important, est représenté en train de lever la main en signe de prière alors qu'il est guidé par une divinité vêtue d'une robe à franges en direction d'un grand dieu ou d'un roi divinisé assis sur un trône, tenant souvent une petite coupe. Un symbole astral surmonte la scène. Ce thème, déjà populaire sous l'empire d'Akkad, devient alors très courant, standardisé, et se banalise durant les siècles suivants. Il semble lié à l'existence d'une haute classe de grands fonctionnaires de l'État proches du souverain et à l'affirmation de l'aspect sacré de la fonction de celui-ci. Une inscription courte identifie souvent le fonctionnaire et le roi qu'il sert, priant pour la santé de celui-ci.

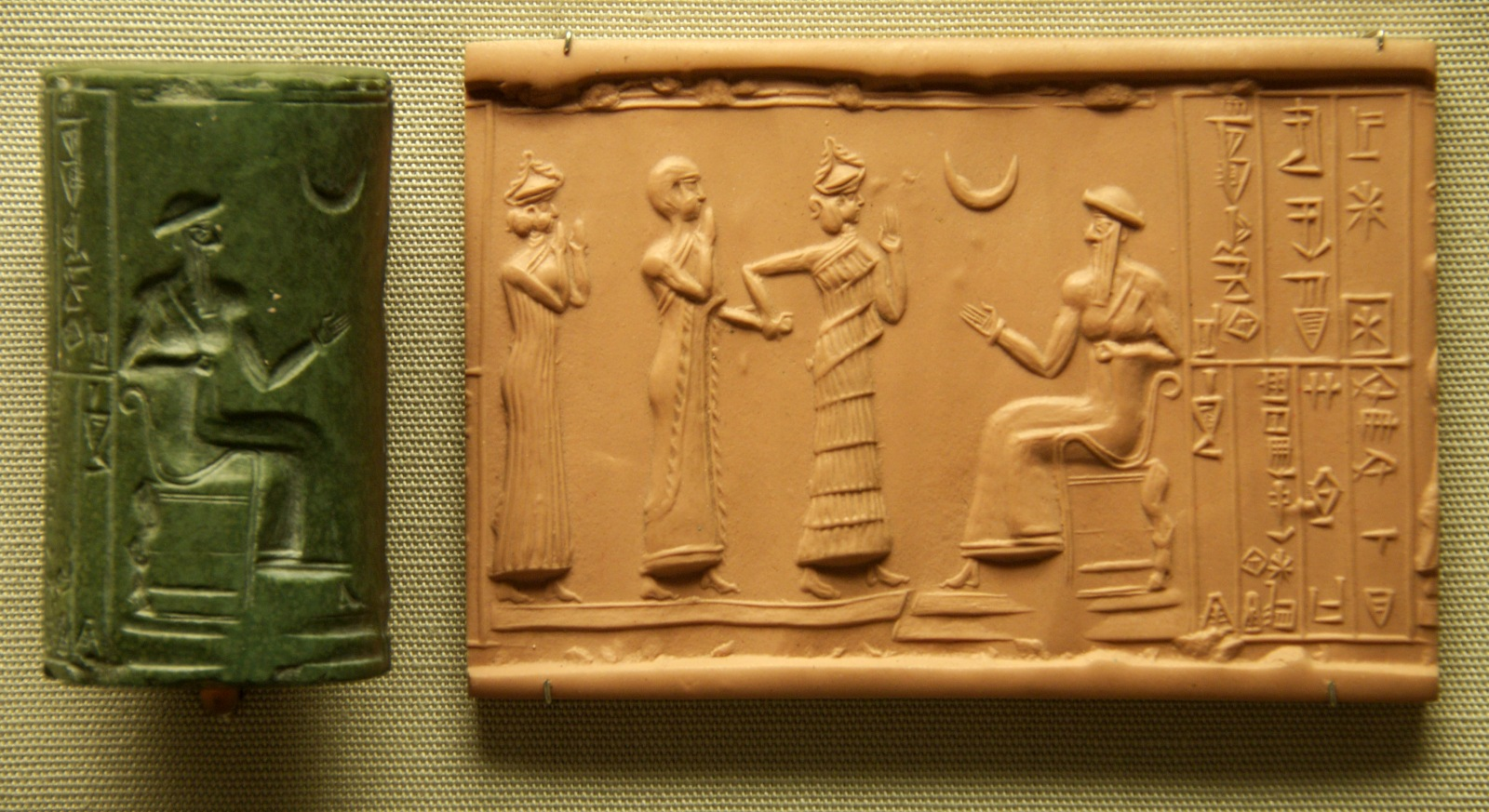
Impression de sceau-cylindre représentant une scène de présentation : Harshamer, gouverneur d'Ishkun-Sîn, est présenté au roi Ur-Namma assis sur son trône[144]. British Museum.
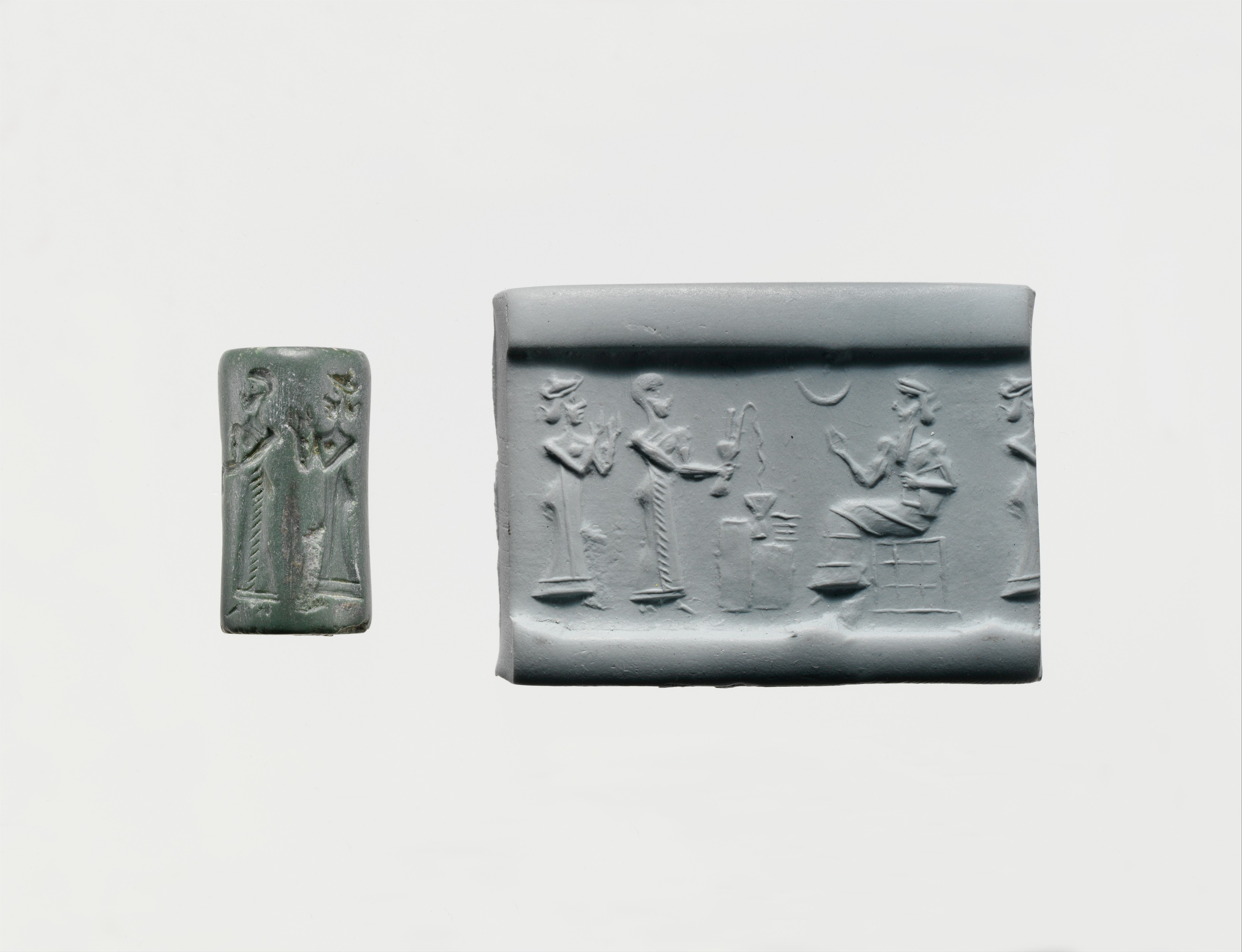
Sceau-cylindre avec impression, représentant un dévôt versant une libation devant un dieu assis sur un trône. Nippur, Metropolitan Museum of Art.
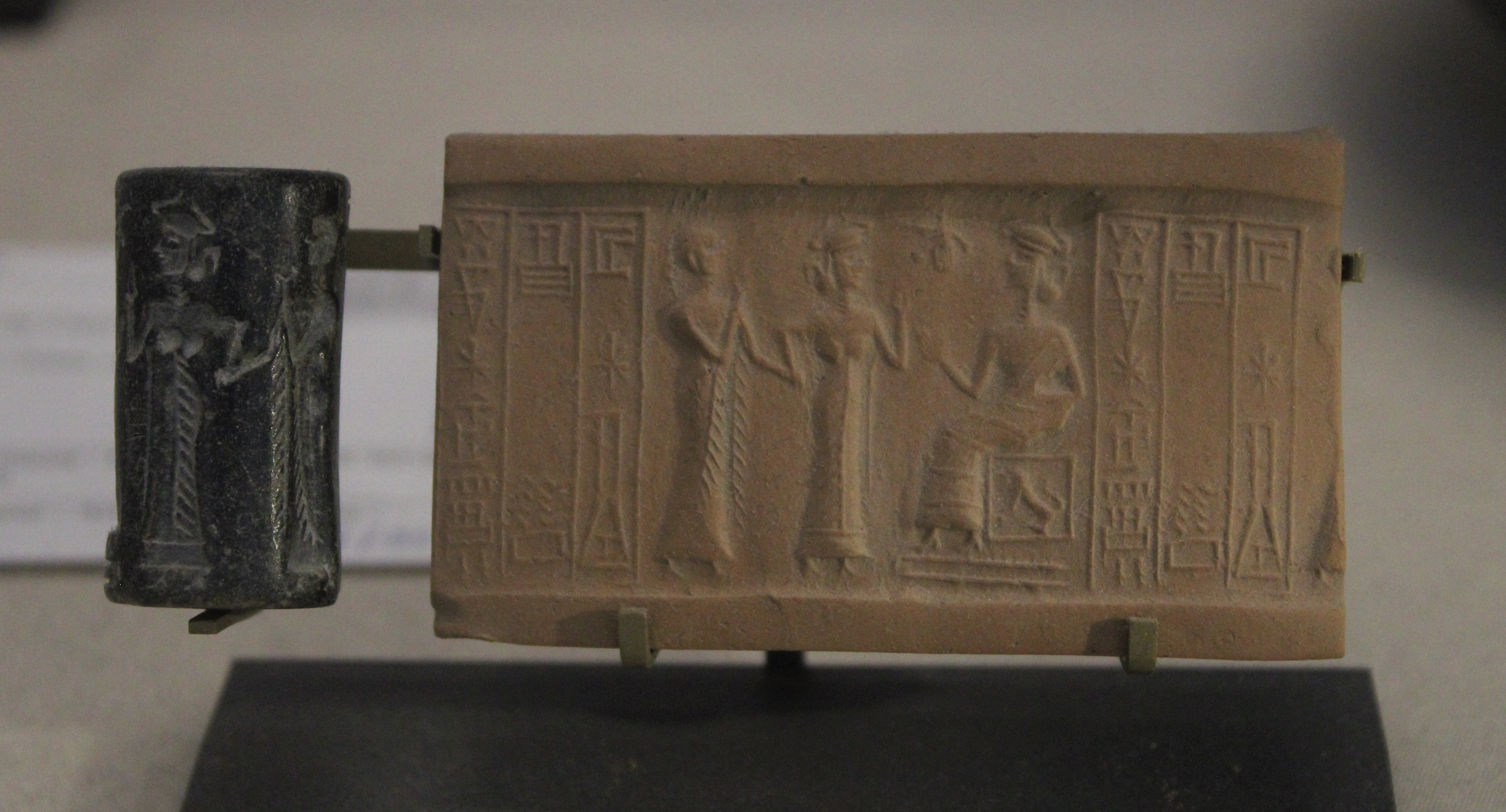
Sceau-cylindre en chlorite d'un scribe avec impression moderne, représentant une scène de présentation devant une déesse. Girsu, musée du Louvre.
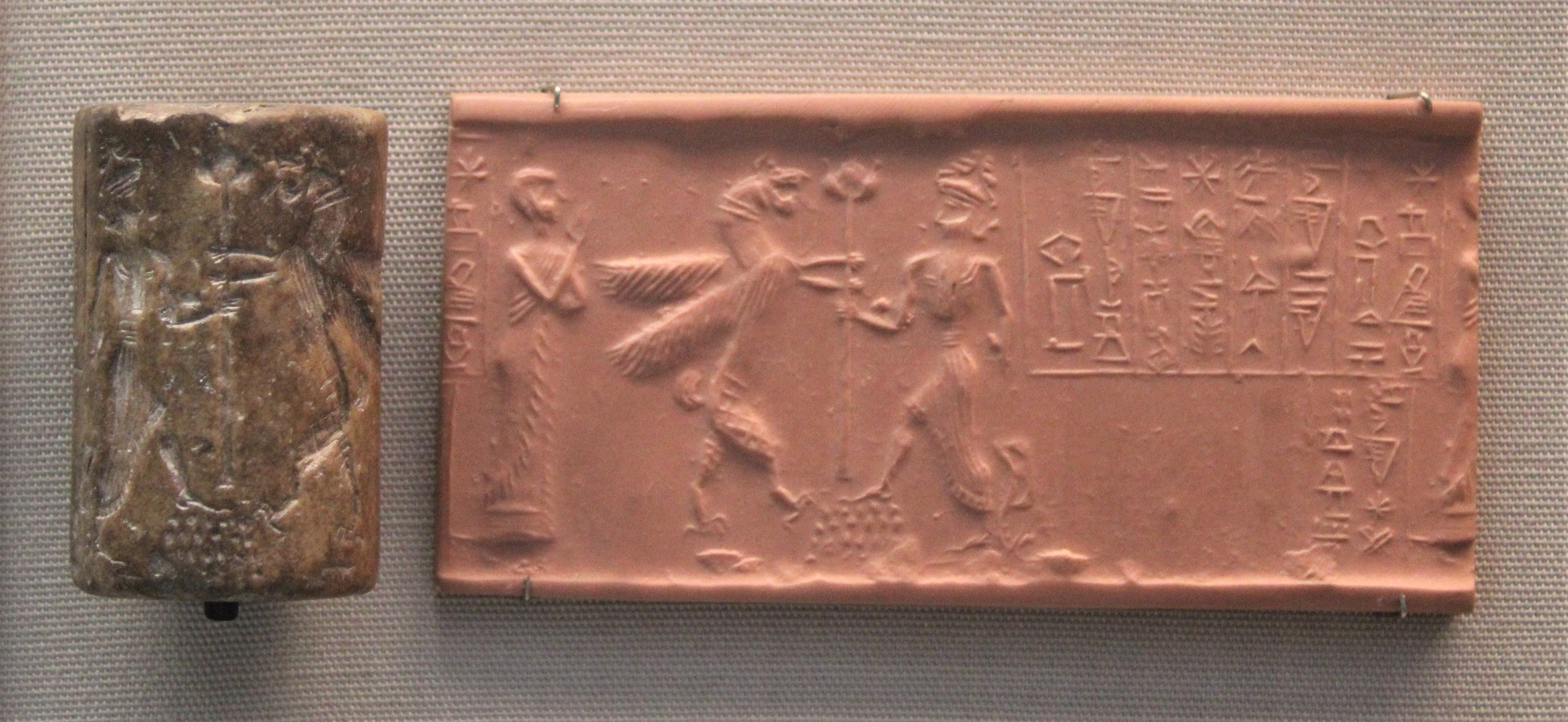
Sceau-cylindre en dolomite avec impression moderne, représentant le dieu Meslamta-ea et un lion-griffon autour d'une masse d'armes, et l'orant à gauche. Règne de Shulgi, British Museum.

### Architecture

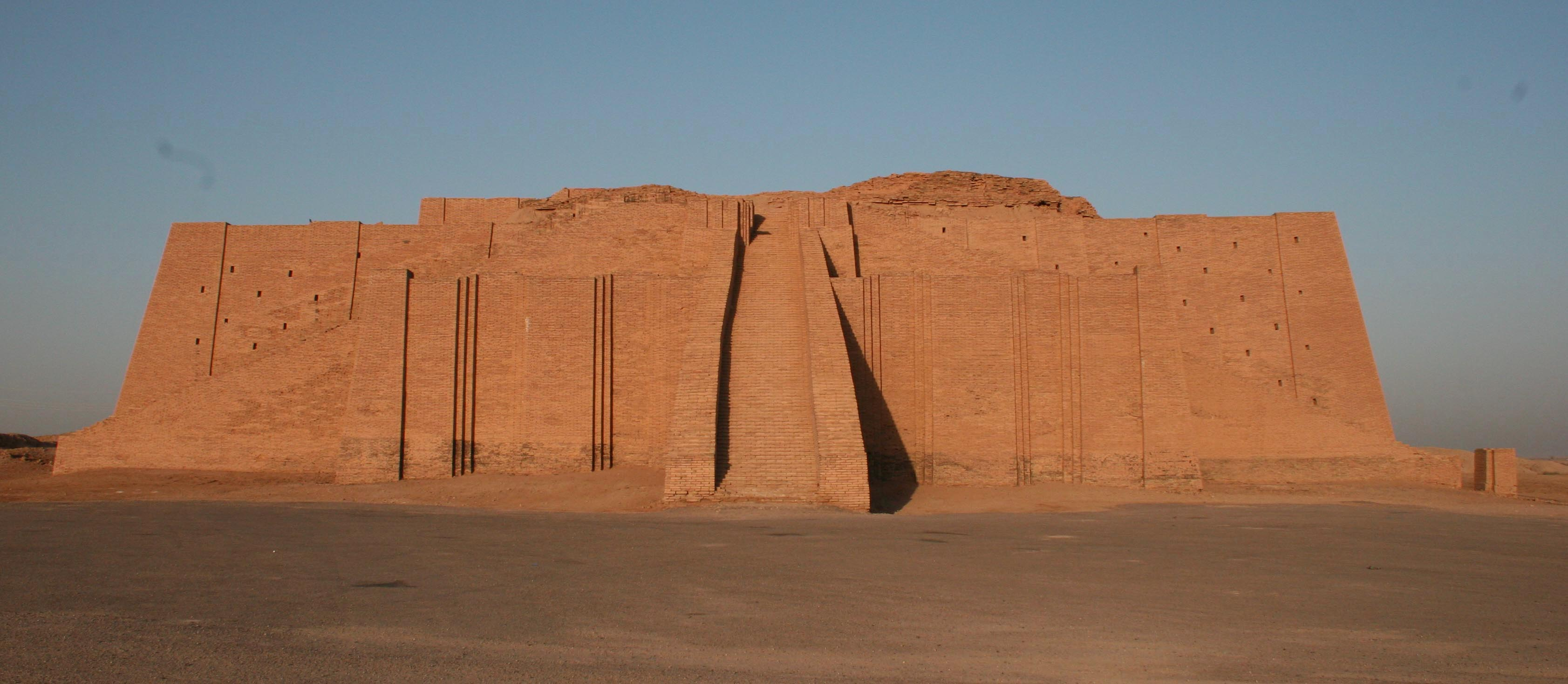
Ruines de la ziggurat d'Ur.

Les rois d'Ur III ont été des bâtisseurs très actifs. La majorité des inscriptions officielles (ainsi que quelques noms d'années) de cette période commémorent les constructions et restaurations qu'ils ont patronnées, ainsi que celles que plusieurs de leurs gouverneurs ont fait entreprendre. Des tablettes administratives documentent également la construction publique.
Ces travaux ont concerné les métropoles du pays de Sumer mais aussi les principaux centres des provinces centrales et périphériques. Peu de ces édifices ont été mis au jour par les archéologues, car ils ont bien souvent été remaniés par les souverains des périodes suivantes ou bien supplantés par d'autres édifices. Même le complexe cultuel du centre d'Ur qui est généralement considéré comme exemplaire de l'architecture de cette période est en fait surtout connu pour la période d'Isin-Larsa (début du IIe millénaire), même s'il est vrai que son plan et son organisation n'ont pas fait l'objet de remaniements substantiels. D'autres sites pour lesquels plusieurs constructions de la période d'Ur III ont pu être mises au jour sont Nippur (niveau IV du temple d'Inanna, secteur résidentiel TB) et Tell Asmar, l'antique Eshnunna (un palais et un temple dédié à Shu-Sîn). Drehem (Puzrish Dagan) a fait l'objet de fouilles à compter de 2007.
Les inscriptions indiquent que les attentions des rois se sont surtout portées vers des édifices cultuels, et de toute façon ils n'avaient pas l'habitude de commémorer la construction d'édifices profanes en dehors des canaux et des ouvrages militaires. Parmi ces derniers, il y a plusieurs mentions de constructions défensives : les murailles d'Ur par Ur-Namma, ainsi que les murs érigés par Shulgi et Shu-Sîn dans le Nord de la région centrale pour repousser les incursions des peuples du nord. Les seuls monuments à finalité profane connus pour cette période sont le palais de Shu-iliya d'Eshnunna et l'Ehursag d'Ur si on l'interprète comme un palais. Ils étaient organisés autour d'une cour centrale desservant plusieurs unités, dont une pièce pouvant être identifiée comme une salle du trône et plusieurs espaces de réception. Ils peuvent donc être considérés comme un lien entre les palais des Dynasties archaïques et ceux des premiers siècles du IIe millénaire.
Pour ce qui concerne les édifices religieux, les rois d'Ur sont surtout connus pour les travaux qu'ils ont fait exécuter dans les grands complexes religieux sumériens : Ur, Eridu, Uruk et Nippur. Celui de leur capitale est le mieux connu : le grand temple du dieu Nanna était organisé autour de deux grandes cours, la plus vaste, construite sur une terrasse comprenant les salles principales du culte et la ziggurat (É-temen-ni-gur, « Maison au fondement imposant »). Au sud se trouvaient d'autres édifices majeurs : le Giparu, divisé entre la partie servant de résidence de la grande prêtresse de Nanna et le temple de la déesse Ningal, le Ganunmah qui servait probablement d'entrepôt, l'Ehursag déjà évoqué qui était peut-être un palais royal. Plus au sud encore se trouvait un bâtiment cultuel avec des tombes souterraines souvent identifié comme le mausolée de Shulgi et d'Amar-Sîn même si cette fonction est loin d'être acquise.
Les quatre lieux de culte majeurs ont été dotés de tels complexes, tous dominés par les imposantes ziggurats qui sont généralement considérées comme des innovations de cette période, même si elles semblent prendre la place de plus anciens temples sur terrasse qu'elles ont recouverts. Pour cette époque ces édifices sont plutôt désignés par le terme sumérien GI.GÙ.NA et les rois d'Ur ont peut-être eu pour projet d'en doter chacune de leurs capitales provinciales (l'érosion des sites en a fait disparaître un nombre indéterminé). Il s'agissait de vastes édifices de base rectangulaire (62,50 × 43 mètres à Ur), constitués d'au moins deux terrasses superposées, sans doute surplombées par un temple haut. Leur fonction religieuse reste débattue, mais leur aspect monumental est évident. Elles sont la meilleure illustration par l'architecture des capacités du royaume d'Ur à mobiliser d'importantes ressources et planifier des travaux de grande ampleur grâce à son appareil administratif. Pour les réaliser, les maîtres d'œuvre reprennent et perfectionnent les techniques architecturales développées par leurs prédécesseurs : mise au point de briques standardisées, d'un appareil ingénieux alternant briques posées de chant et briques posées à plat, massif en briques crues recouvert d'un revêtement en briques cuites plus solides, chaînage de lits de roseaux et ancrage avec des cordes en roseau tressé.

## Sources